# 黑袍糾察隊角色列表
《黑袍糾察隊》（英語：The Boys）是一部超級英雄類型的美國網路電視影集，根據蓋斯·恩尼斯和德瑞克·羅伯森的同名漫畫改編，由埃里克·克里普基、伊凡·戈博和塞斯·羅根開創，卡爾·厄本、傑克·奎德、安東尼·斯塔爾、艾琳·莫里亞蒂、多米妮克·麥克艾麗戈特、傑西·亞瑟、賴斯·艾隆索、柴斯·克勞福、托莫·卡本、福原凱倫、内森·米契爾（Nathan Mitchell）、伊麗莎白·蘇、蔻碧·米納菲和艾雅·凱許主演，於2019年7月26日在亞馬遜影片首播。

### 比利·布徹／屠夫

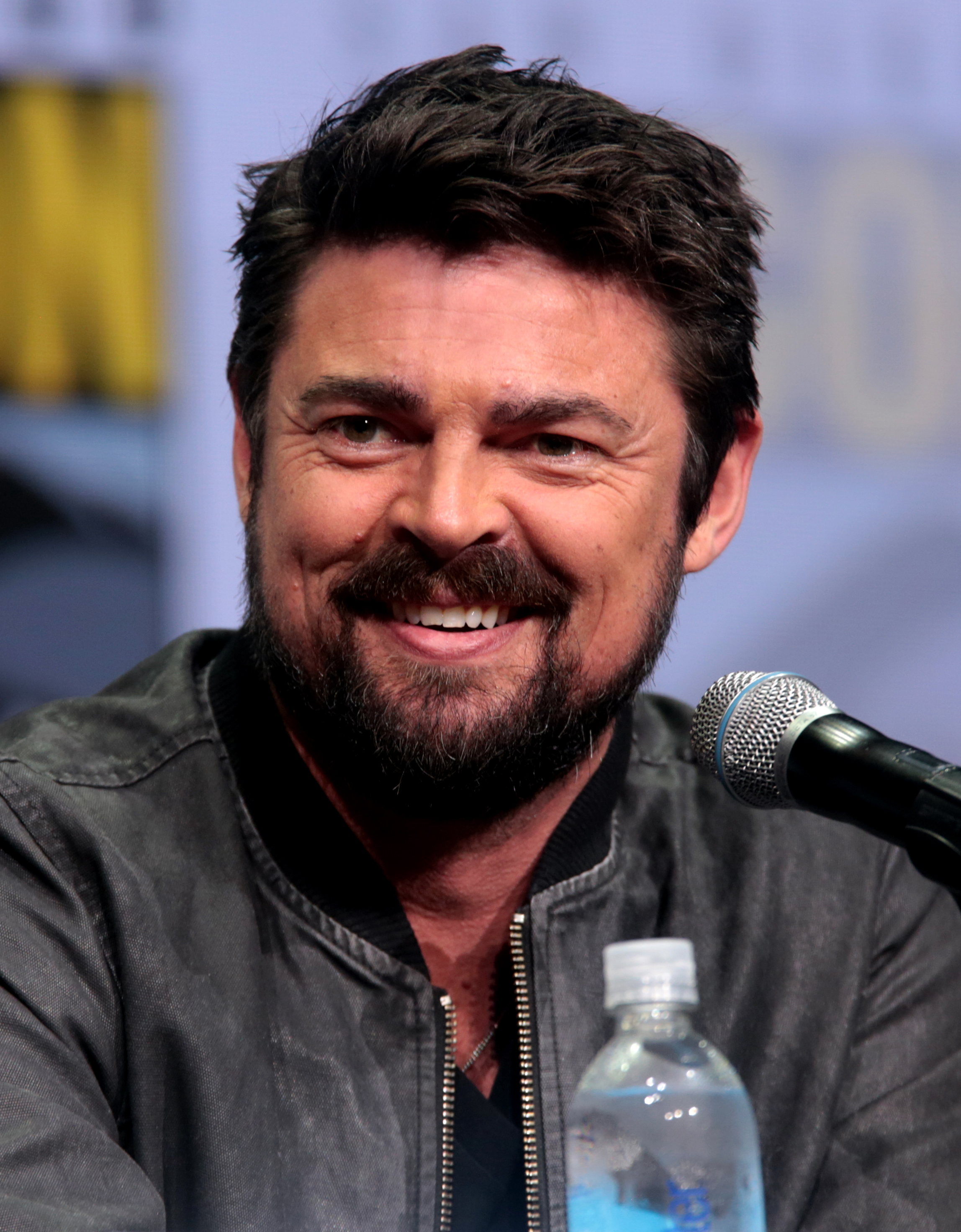
卡爾·厄本出演威廉·「比利」·布徹／屠夫

## 主要角色
| 演员                  | 演员     | 角色                      | 角色            | 登场季数        | 登场季数        | 登场季数        | 登场季数        | 登场季数        | 登场季数        | 登场季数        |
| 譯名                  | 英語     | 譯名                      | 英語            | 1               | 2               | 3               | 4               | 5               | 《V世代》第1季  | 《V世代》第2季  |
| --------------------- | -------- | ------------------------- | --------------- | --------------- | --------------- | --------------- | --------------- | --------------- | --------------- | --------------- |
| 卡爾·厄本             |          | 比利·布徹／屠夫           |                 | 主演            | 主演            | 主演            | 主演            | 主演            | 客串            | Does not appear |
| 傑克·奎德             |          | 修伊·坎貝爾               |                 | 主演            | 主演            | 主演            | 主演            | 主演            | Does not appear | Does not appear |
| 安東尼·斯塔爾         |          | 約翰／護國超人            |                 | 主演            | 主演            | 主演            | 主演            | 主演            | 客串            | Does not appear |
| 艾琳·莫里亞蒂         |          | 安妮·詹紐瑞／星光         |                 | 主演            | 主演            | 主演            | 主演            | 主演            | Does not appear | 客串            |
| 多米妮克·麥克艾麗戈特 |          | 瑪姬·蕭／梅芙女王         |                 | 主演            | 主演            | 主演            | Does not appear | Does not appear | Does not appear | Does not appear |
| 傑西·亞瑟             |          | 瑞吉·法蘭克林／膏鐵俠     |                 | 主演            | 主演            | 主演            | 主演            | 主演            | 客串            | Does not appear |
| 賴斯·艾隆索           |          | 馬文·T·繆克／母乳         |                 | 主演            | 主演            | 主演            | 主演            | 主演            | Does not appear | Does not appear |
| 柴斯·克勞福           |          | 凱文·莫斯科維茲／潛水王   |                 | 主演            | 主演            | 主演            | 主演            | 主演            | 客串            | 客串            |
| 托莫·卡本             |          | 賽吉／法國佬              |                 | 主演            | 主演            | 主演            | 主演            | 主演            | Does not appear | Does not appear |
| 福原凱倫              |          | 宮代紀美子／極殊女        |                 | 主演            | 主演            | 主演            | 主演            | 主演            | Does not appear | Does not appear |
| 内森·米契爾           |          | 爾文／黑俠                |                 | 主演            | 主演            | 主演            | Does not appear | Does not appear | Does not appear | Does not appear |
| 内森·米契爾           | 黑俠二代 |                           | Does not appear | Does not appear | Does not appear | 主演            | 主演            | Does not appear | 客串            |                 |
| 伊麗莎白·蘇           |          | 瑪德琳·史迪威             |                 | 主演            | 客串            | Does not appear | Does not appear | Does not appear | 客串            | Does not appear |
| 蔻碧·米納菲           |          | 艾希莉·貝瑞特             |                 | 常設            | 主演            | 主演            | 主演            | 主演            | 客串            | Does not appear |
| 艾雅·凱許             |          | 克拉拉·萊辛格／風暴前線   |                 | Does not appear | 主演            | 客串            | Does not appear | Does not appear | Does not appear | Does not appear |
| 克勞蒂亞·杜米特       |          | 維多莉亞·紐曼             |                 | Does not appear | 常設            | 主演            | 主演            | Does not appear | 客串            | Does not appear |
| 詹森·艾克爾斯         |          | 班／阿兵哥                |                 | Does not appear | Does not appear | 主演            | 客串            | 主演            | 客串            | Does not appear |
| 卡麥隆·克羅維蒂       |          | 萊恩·布徹／護國小子       |                 | 客串            | 常設            | 常設            | 主演            | 主演            | Does not appear | Does not appear |
| 蘇珊·海沃德           |          | 潔西卡·布萊德利／賢者姐妹 |                 | Does not appear | Does not appear | Does not appear | 主演            | 主演            | Does not appear | Does not appear |
| 瓦樂莉·柯瑞           |          | 米絲蒂·塔克·葛雷／爆竹女  |                 | Does not appear | Does not appear | Does not appear | 主演            | 主演            | Does not appear | 客串            |
| 傑佛瑞·狄恩·摩根      |          | 喬·凱斯勒                 |                 | Does not appear | Does not appear | Does not appear | 主演            | 主演            | Does not appear | Does not appear |
| 潔茲·辛克萊           |          | 瑪麗·莫羅                 |                 | Does not appear | Does not appear | 照片客串        | Does not appear | Does not appear | 主演            | 主演            |
| 莉茲·百老匯           |          | 艾瑪·邁爾／小蟋蟀         |                 | Does not appear | Does not appear | Does not appear | Does not appear | Does not appear | 主演            | 主演            |
| 錢斯·佩爾多莫         |          | 安德烈·安德森             |                 | Does not appear | Does not appear | Does not appear | Does not appear | Does not appear | 主演            | Does not appear |
| 麥蒂·菲利普斯         |          | 凱特·鄧拉普               |                 | Does not appear | Does not appear | Does not appear | 客串            | Does not appear | 主演            | 主演            |
| 倫敦·索爾             |          | 喬丹·李                   |                 | Does not appear | Does not appear | Does not appear | Does not appear | Does not appear | 主演            | 主演            |
| 德瑞克·盧             |          | 喬丹·李                   |                 | Does not appear | Does not appear | Does not appear | Does not appear | Does not appear | 主演            | 主演            |
| 艾薩·傑曼             |          | 山姆·萊爾丹               |                 | Does not appear | Does not appear | Does not appear | 客串            | Does not appear | 主演            | 主演            |
| 雪莉·康恩             |          | 印蒂拉·薛蒂               |                 | Does not appear | Does not appear | Does not appear | Does not appear | Does not appear | 主演            | Does not appear |

### 比利·布徹／屠夫（英语：Billy Butcher）
威廉·「比利」·布徹（William "Billy" Butcher / The Butcher）由卡爾·厄本飾演。黑袍糾察隊的首領，英國人，前中情局黑色行動小組成員，擅於操弄人心、恐嚇、勒索、拷問、折磨和殺戮，自小與弟弟藍尼遭受父親山姆的家庭暴力，因此培養出了非常暴力的性格，之後離家並加入英國空軍空降特勤隊，因為藍尼自殺身亡而憎恨父親，後因妻子蕾貝卡遭護國超人強暴並失蹤而加入馬洛里的行列組成黑袍糾察隊，開始屠殺超人類。黑袍糾察隊解散後成為一名自由接案者並與雷納合作。招攬修伊加入後重新召集法國佬與母乳重組黑袍糾察隊，並利用修伊及安妮獲取超人類、沃特國際以及「七巨頭」的情資。糾察隊經過一連串的行動後見光，他帶著修伊請馬洛里再度出山未果而決定自行跑去找護國超人算帳，綁架瑪德琳作為談判籌碼。護國超人殺死麥德琳後，他引爆綁在瑪德琳身上的塑膠炸藥，但被護國超人救往別處，並發現貝卡及她與護國超人生下的兒子。護國超人因為貝卡的求情而饒他一命，在遭到全國通緝的逃亡後返回黑袍糾察隊。
他在馬洛里提供的情資下與貝卡重聚，但因貝卡看穿他會把萊恩「處理」掉而拒絕與他共同逃亡。在遭到貝卡拒絕後，灰心喪志的布徹酗酒並企圖隱居到阿姨茱蒂家，但被修伊及馬文找上，三人在化解了黑俠來襲的場面後重新復歸黑袍糾察隊。隨後在黑袍糾察隊調查鼠尾草中心時與安妮合作將重傷的修伊送到醫院，接著與其餘成員會合並開始與紐曼合作扳倒沃特，以殺害沃格邦全家或是出庭作證的二選一成功讓沃格邦出庭作證，但是卻因為議會發生的大屠殺而失敗。他接著計畫要剷除所有「七巨頭」成員，但被貝卡找上而開始救援萊恩的任務，在與埃德加達成協議後獲得萊恩的所在地並將他救出，並在風暴前線襲擊黑袍糾察隊後帶著貝卡與萊恩逃亡，隨後遭到風暴前線趕上。他目睹貝卡意外被萊恩的雷射眼波及死亡後原先意圖殺死萊恩，但他決定遵守貝卡的遺願，將萊恩交由馬洛里保護，自身罪名也通通撤銷，但拒絕了馬洛里要他加入超人類事務處的邀請。
風暴前線事件一年後，屠夫率領著只剩下法國佬與紀美子的黑袍糾察隊擔任FBSA的契約對象，專門逮捕違法亂紀的超人類，同時也會跑去照看萊恩，但他依舊對不斷對沃特妥協的現狀不滿，自從梅芙手中獲得阿兵哥的情資與V24以及從修伊處得知紐曼是超能刺客的事實後，他率領眾人前往俄羅斯尋找能夠殺死阿兵哥的超能武器。
角色原型為漫威漫畫中的制裁者。在原作漫畫中，屠夫因為注射了化合物V而能與超人類正面對決，本作的屠夫天生並沒有超能力，而且不像漫畫一樣首先在沃特國際裝設竊聽器並召集完黑袍糾察隊再招攬修伊，但在第三季注射臨時化合物V後可獲得24小時的輻射眼和刀槍不入的超能力。

### 修伊·坎貝爾

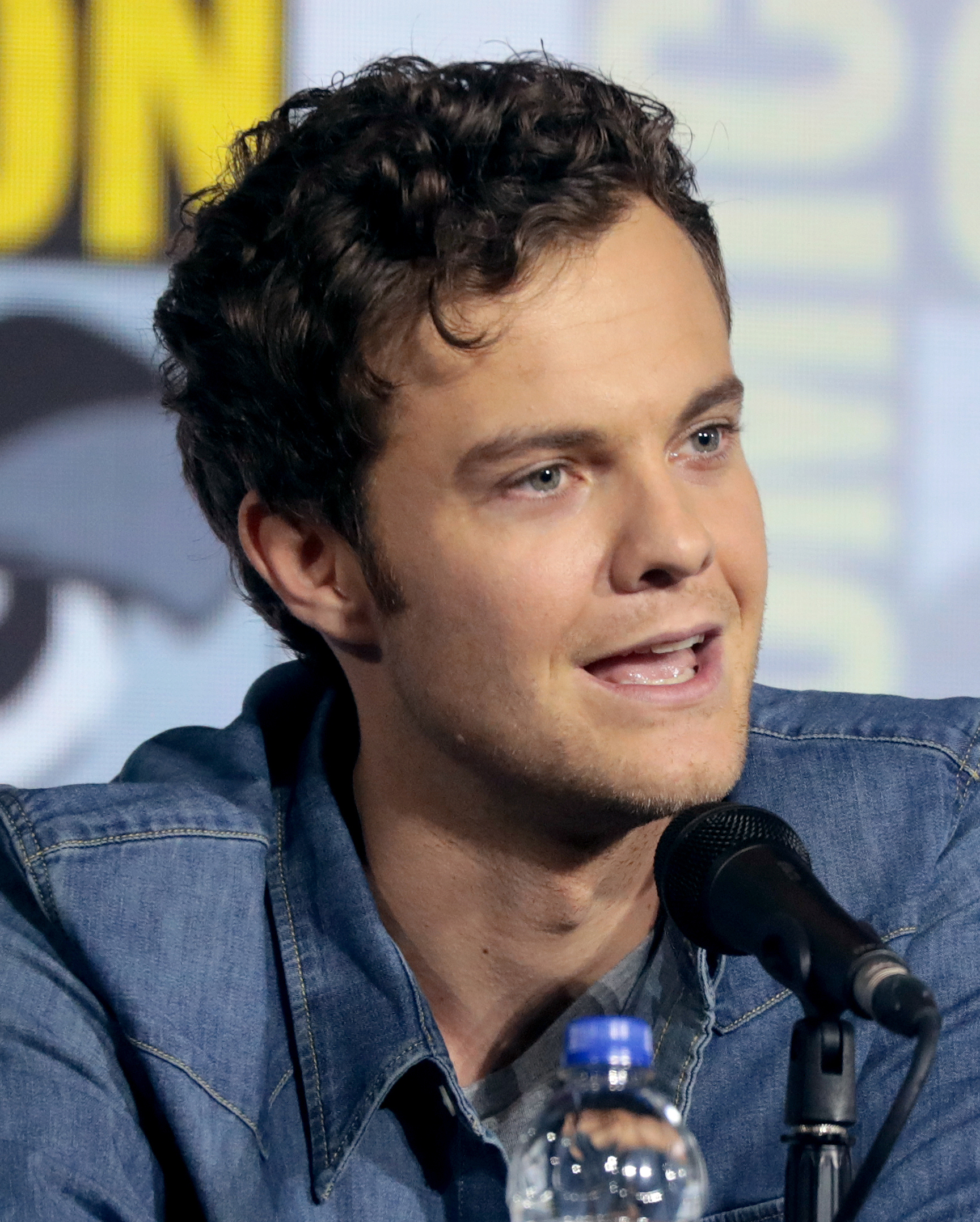
傑克·奎德出演修·「修伊」·坎貝爾

修·「修伊」·坎貝爾（Hugh "Hughie" Campbell）由傑克·奎德飾演。黑袍糾察隊成員，在女友羅蘋被膏鐵俠誤殺之後加入糾察隊的青年，之後因為創傷後壓力症候群而不斷看見羅蘋的幻影，並在復仇怒火下殺死半透人。在公園認識安妮後意外與她產生情愫而開始約會，並逐漸放下羅蘋的死，但屠夫卻利用兩人的親密關係來達成自身目的。在黑袍糾察隊見光後，告知安妮有關化合物V的相關訊息後與安妮分手，被屠夫帶去找馬洛里，但被她告誡不要深陷在復仇中。在知曉其他成員被捕入獄後與屠夫分道揚鑣，假意被捕後在安妮協助下成功救出法國佬、馬文及紀美子，讓三人先逃亡後與她一同對決膏鐵俠，在安妮催促下離開。
其後過著渾渾噩噩的逃亡生活，有空便溜出去與安妮相處並與她合作企圖將化合物V的存在公諸於世以扳倒沃特。為了抒發自己逃亡生活的壓力以及陪伴安妮，他與馬文及安妮前往北卡羅萊納州調查自由女並得知風暴前線即為自由女一事。其後在安妮遭到沃特與黑俠俘虜並囚禁後，與點燈俠一同救出安妮與唐娜。為了防止屠夫將「七巨頭」成員屠殺殆盡，修伊與安妮前去尋求梅芙的協助但遭到拒絕。其後參加了拯救萊恩的任務，將風暴前線的納粹身份公諸於世，為屠夫、貝卡及萊恩爭取時間逃亡。最後其罪名被撤銷，他決定除了繼續擔任黑袍糾察隊成員的身份並與安妮繼續交往外，決心讓自己獨立而前往紐曼的辦事處尋求職缺。
風暴前線事件一年後，修伊成為了FBSA的資深分析師與紐曼的好友，同時兼任黑袍糾察隊的聯絡人，在一次意外下，他得知了紐曼就是國會爆頭事件的始作俑者，而決定不惜一切代價扳倒她，重返黑袍糾察隊。
角色原型為美國男演員賽門·佩吉，佩吉本人則在本劇中飾演修伊的父親。原作中修伊與羅蘋皆為蘇格蘭人，影集則變為美國人，在第三季注射臨時化合物V後可獲得24小時的瞬間移動（不包括身上的衣服）和一拳穿透的超能力。

### 約翰／護國超人

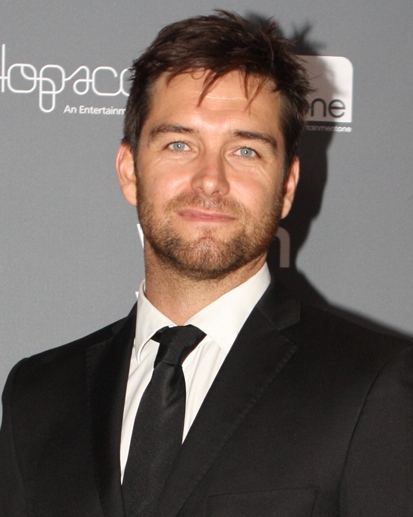
安東尼·斯塔爾出演約翰／護國超人

約翰／護國超人（John / Homelander）由安東尼·斯塔爾飾演。超級英雄團隊「七巨頭」（The Seven）的首領，超能力為飛行、鐳射眼、透視眼、超級耐力和超級力量。看似愛國者但實際是一名偽善的反社會人格，信奉超人說並意圖將美國帶往他所期望的方向，為了讓超人類成功加入國防軍事體系甚至命令火車頭將化合物V送往各處讓恐怖分子施打成為超人類，間接造成羅蘋的死以及讓紀美子變成超人類。城府極深且專制獨斷，通過一系列手段來控制七人組和沃特集團，此外是完美主義者，無法接受身體缺陷者或穆斯林加入隊伍，但極度注重面子。本身為沃特國際企業創造出的實驗室產物，從小就在沒有雙親關愛的環境下成長，因此他具有扭曲的伊底帕斯情結，並與瑪德琳發展成類似母子又類似戀人的扭曲關係。8年前結識屠夫與貝卡後強姦了貝卡，但不知道事件後貝卡的所在。一連串事件後開始對黑袍糾察隊起了疑心，自行調查發現屠夫是一連串針對超人類攻擊的幕後黑手，在與沃格邦對質套出貝卡的真相後，親自殺死瑪德琳並將屠夫帶往貝卡的所在。
失去瑪德琳的護國超人大受打擊而設法尋求慰藉，包含飲用瑪德琳的母乳以及大量牛奶、試圖與兒子萊恩建立關係。同時，他在「七巨頭」的地位遭到風暴前線威脅。護國超人因一次殺死超能恐怖份子的行動中誤殺平民，使得自己的支持度掉了9.5%而轉而向風暴前線求助，因她讓他的支持度回升5%而與她擦出愛火並發生關係，而在這之後得知了她是納粹餘黨的真相。他為了安撫風暴前線失去女兒的痛苦而企圖讓萊恩與兩人成為家人，因此強行將萊恩帶走，使得黑袍糾察隊開始了救援任務。護國超人在發現風暴前線半死不活的殘破身軀後意圖殺死屠夫並將萊恩帶走並自行養育，遭到梅芙以37號航班的影像作為勒索而只能答應不再追殺安妮、放過梅芙與艾蓮娜並讓黑袍糾察隊平安離開，自己則在記者會後瀕臨崩潰邊緣。
風暴前線事件一年後，被迫在各大公開場合道歉的護國超人悶悶不樂，而他的情緒也在埃德加任命安妮成為七巨頭共同隊長以及風暴前線自殺後更加不穩，因而在生日節目上暴怒演出，此舉意外讓他的支持度大幅上漲，也使他變得更加無法無天。

角色原型為DC漫畫中的超人和漫威漫畫中的美國隊長。

### 安妮·詹紐瑞／星光

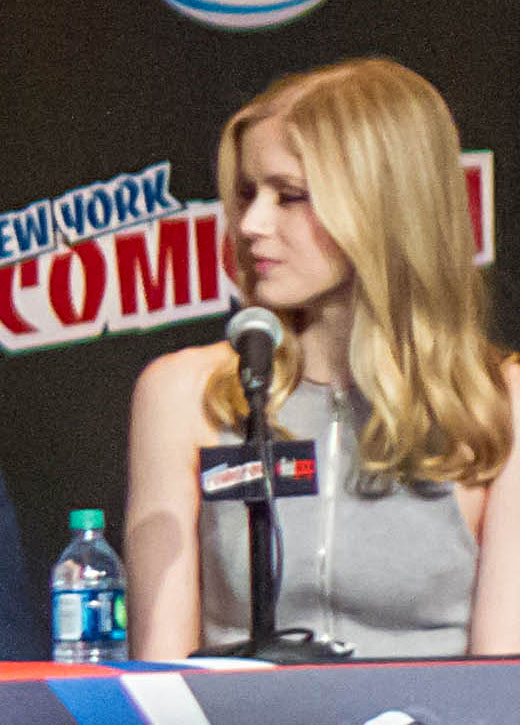
艾琳·莫里亞蒂出演安妮·詹紐瑞／星光

安妮·詹紐瑞／星光（Annie January / Starlight）由艾琳·莫里亞蒂飾演。「七巨頭」的最新成員，曾屬於英雄團隊「美國青年」（Young Americans），性格謙遜、正義感強且溫柔善良，對於「七巨頭」的腐敗感到噁心和不知所措，超能力為放出強光、吸收能量與電力與超強耐力。來自保守的基督教家庭，因父親投資失敗使得母親與沃特國際達成協議，在她幼時注射化合物V使她成為超人類，並將其作為超級英雄扶養。加入「七巨頭」的首日就被潛水王強迫口交，之後了解七巨頭的本性以及沃特公司只注重將超級英雄作為產品行銷而不真正助人而開始厭惡自己的工作。在公園認識修伊後意外與他產生情愫並開始約會，但渾然不知遭到屠夫利用來獲取「七巨頭」的情資並達成黑袍糾察隊的任務。「七巨頭」會議中發現修伊是殺死半透人的兇手而與其對質，兩人因而分手。
知曉化合物V的與沃特國際的內幕，且自己是母親與沃特國際合約下的產物後，安妮變得自暴自棄，但在梅芙的開導及修伊的鼓勵下振作，並在黑袍糾察隊逃獄時幫助修伊等人脫困。其後安妮在「七巨頭」中的活動僅只有逢場作戲，她一下班便與修伊接頭合作，企圖將化合物V的真相公諸於世以扳倒沃特，而她藉由勒索壁虎與高鐵俠成功讓化合物V的真相攤在陽光下。後續由於受不了臥底生活以及沃特的高壓環境，與修伊及馬文一同前往北卡羅萊納州調查自由女的情資，並得知風暴前線即為自由女一事，因此使得她回到開始調查風暴前線。她的臥底身份被護國超人與風暴前線曝光而與唐娜一同遭到黑俠襲擊並囚禁於沃特塔樓，其後在修伊的營救下逃離。安妮接著與修伊一同尋求梅芙的協助遭到拒絕，隨後參與了救援萊恩的任務，將風暴前線的納粹身份公諸於世，並與紀美子、梅芙一同合作痛毆風暴前線。在事情告一段落後洗清叛徒污名回歸七巨頭繼續超級英雄事業，並與修伊繼續交往。
風暴前線事件一年後，安妮在埃德加的任命下成為七巨頭的共同隊長，起初不願意的她認為自己可以利用隊長職務從內部改變腐敗現狀而轉為接受，但狀況在發現紐曼是超能刺客、護國超人的脫稿演出後急轉直下，甚至被逼成為護國超人在攝影機前的戀愛對象。她警告剛加入七巨頭的前男友亞歷克斯護國超人的危險性，並與梅芙、亞歷克斯成為了對抗護國超人的陣線，但護國超人知悉一切後將亞歷克斯殺害，並逼迫她服從他的意志。在發現修伊因為V24變得著迷於力量以及在目睹「英雄高潮」事件造成的傷亡後，終於受夠的安妮脫離七巨頭，並以直播的方式向大眾揭露沃特與超人類道德淪喪的行為。她在受紀美子的要求下返回沃特塔樓偷取化合物V後意外發現V24的致命性，並順帶揭露了護國超人的惡行。安妮與修伊和好後與黑袍糾察隊會合，並前往沃特塔樓與阿兵哥決戰，一度處於劣勢的安妮在修伊以電能加持下將阿兵哥擊倒，讓母乳趁隙以諾維喬克迷昏阿兵哥。決戰後，安妮丟棄了自己的英雄裝，並正式加入黑袍糾察隊。
角色原型為DC漫畫中的超少女、逐星女、驚奇瑪莉、漫威漫畫中的眩目與卡蘿·丹佛斯。在原作中的全名為蕾貝卡·安·「安妮」·詹紐瑞（Rebecca Anne "Annie" January）。

### 瑪姬·蕭／梅芙女王

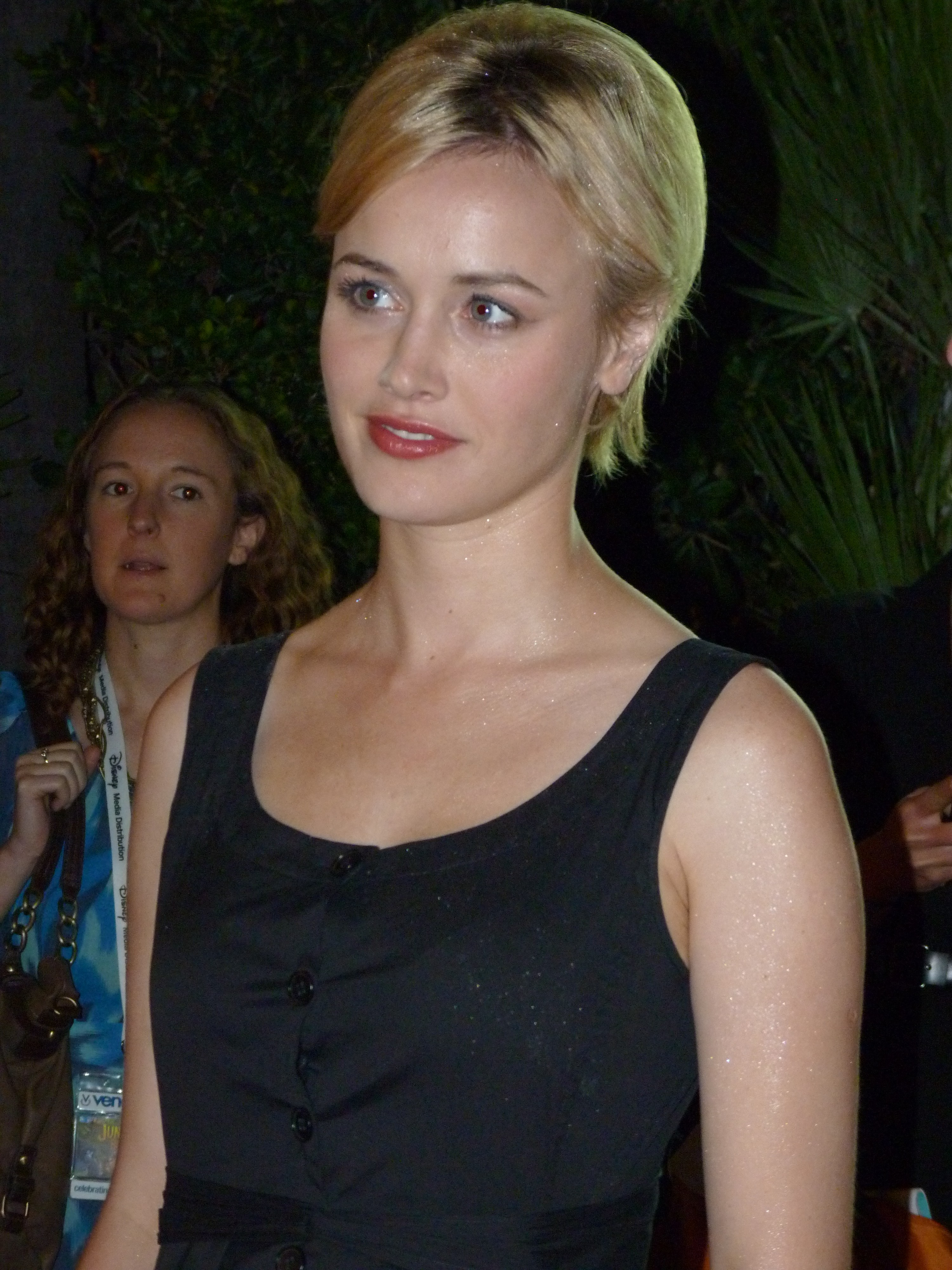
多米妮克·麥克艾麗戈特出演瑪姬·蕭／梅芙女王

瑪格莉特·「瑪姬」·蕭／梅芙女王（Margaret "Maggie" Shaw / Queen Maeve）由多米妮克·麥克艾麗戈特飾演。「七巨頭」最資深的成員兼護國超人的前女友，雙性戀者，受職業過勞所苦。23歲時曾經與安妮一樣對超級英雄的工作具有憧憬及助人的理想，但在看清沃特國際的內幕與同事們的腐敗而自暴自棄。接連幾次與護國超人出任務而對他越感排斥，對飛機墜機時自己卻選擇與護國超人對乘客見死不救而產生心理創傷而不斷酗酒。安妮的加入使得她看見過去的自己，因不希望她重蹈自己的覆轍而開導她。
在艾蓮娜因闌尾炎住院後，她向艾蓮娜坦白了真相，只希望她不要再恨自己，其後在化合物V見光時，梅芙與艾蓮娜的通話內容被護國超人聽到，隨後導致發覺兩人關係的護國超人在電視節目上將梅芙公開出櫃，為了守護艾蓮娜加上對護國超人以及沃特的不滿，她企圖與潛水王結盟以扳倒護國超人與沃特，潛水王給了她37號航班乘客的GoPro錄影，但卻被艾蓮娜看到後導致兩人分手。修伊與安妮希望她前去作證，但被心碎的梅芙拒絕，其後知道了風暴前線是納粹餘黨的事實，在黑袍糾察隊與風暴前線戰鬥時前來救援並與安妮、紀美子一同痛毆風暴前線。之後以37號航班的影片勒索護國超人，讓他放安妮以及黑袍糾察隊一條生路並要他不要再插手自己與艾蓮娜的感情。
風暴前線事件一年後深知護國超人危險性的梅芙將自己閉關，戒酒並持續訓練，她也成為了黑袍糾察隊的線人，並提供了屠夫幾管V24與償還者聯盟的情資，但是梅芙與屠夫的聯盟被護國超人發現後，遭到黑俠擊暈並被關壓在沃特塔樓的地下室。在艾希莉試圖將她轉移到別的地點時，梅芙趁隙逃脫與黑袍糾察隊會合，但決定殺死護國超人的梅芙將法國佬的諾維喬克丟棄後與屠夫、阿兵哥一同前往沃特塔樓試圖殺死護國超人，兩人纏鬥中也造成護國超人受到輕傷，但她的右眼也被護國超人戳瞎。在阿兵哥試圖引起另一次能量爆炸時，梅芙放棄原先的目標，轉為自我犧牲，將自己連同阿兵哥一起跳出沃特塔樓外避免阿兵哥造成進一步的傷亡。梅芙因阿兵哥的能力失去超能力，向安妮道別後與艾蓮娜一同隱居，從護國超人的視線以及公眾視野中徹底消失。
角色原型為DC漫畫中的神力女超人。

### 瑞吉·法蘭克林／膏鐵俠
瑞吉納·「瑞吉」·法蘭克林／膏鐵俠（Reginald "Reggie" Franklin / A-Train）由傑西·亞瑟飾演。「七巨頭」之一，曾屬於英雄團隊「少年奇士」（Teenage Kix），超能力為高速行動，因注射化合物V的副作用而意外殺死羅蘋。為保持自己作為世界上跑最快的人而大量注射化合物V，導致心臟肥大、睪丸縮小。受護國超人指令下將化合物V送往各個指定地點，使紀美子還有伊斯蘭教聖戰組織成員成為超人類，但因刺爪女遭黑袍糾察隊威脅供出他運送化合物V的所在而不得已毒殺她。在黑袍糾察隊逃獄時前往攔截，但因為心臟病發而倒下，雖然之後甦醒復歸「七巨頭」，但其心臟問題卻不斷地再度出現。
他發現星光拿到了化合物V，而威脅她要告訴護國超人其協助黑袍糾察隊逃獄，卻被星光以他殺死刺爪女一事作為威脅。隨後一次任務後，護國超人無法忍受他的心臟問題而將他逐出「七巨頭」，並意圖讓震波俠將其取而代之。之後在潛水王的邀約下參加合作教會，但發現教會的異常性與風暴前線的關係後，將教會內部有關風暴前線的情資洩漏給修伊與安妮，讓兩人將風暴前線的納粹身份公諸於世，其後此行為受到阿利斯特的賞識而順利復歸「七巨頭」，但因為腿部受傷而不受護國超人待見。
角色原型為DC漫畫中的閃電俠和漫威漫畫中的快銀。

### 馬文·T·繆克／母乳
馬文·T·繆克／母乳（Marvin T. Milk / Mother's Milk）由賴斯·艾隆索飾演。黑袍糾察隊成員，前美國海軍陸戰隊成員，非裔美國人，暱稱「MM」。一名受過高等教育且正直有禮的男性，具有強迫症傾向，在少年感化院負責輔導少年犯。其父親為律師，他的祖父、母親等家人因為阿兵哥的一次執法而遭到汽車壓死而使他的父親企圖起訴沃特，但卻遭到沃特買通的法官駁回，隨後死亡。母乳也從此開始有了強迫症，並繼承父親遺志企圖扳倒沃特，背著妻子莫妮可與女兒珍妮再度為屠夫工作。與法國佬個性不合，兩人時常起衝突。在黑袍糾察隊見光後將家人託付給中情局進行保護，自己則是被沃特國際逮捕入獄，但在修伊的努力下成功逃獄。
母乳與修伊、安妮在前往北卡羅萊納州調查自由女後得知風暴前線即為自由女一事。其後參加了拯救萊恩的任務，為屠夫、貝卡及萊恩爭取時間逃亡。最後其罪名被撤銷，回到莫妮可與珍妮身邊團聚。
風暴前線事件一年後，離婚的母乳退出黑袍糾察隊，與莫妮可共享珍妮的監護權。被其家族與阿兵哥的過節不斷糾纏的他在屠夫帶著償還者聯盟與阿兵哥的情資造訪後，被莫妮可說服歸隊。在發現屠夫與修伊注射V24後，不贊同兩人做法的母乳再次脫隊，但被屠夫說服前去找「傳奇」詢問阿兵哥的動向，在協助屠夫拘束猩紅女爵後遭到下定決心不擇手段的屠夫用安眠藥迷昏。母乳隨後與安妮一同行動，意圖對阿兵哥復仇，但在安妮攔阻下才擺脫復仇怒火的控制。其後，母乳與法國佬發現能夠迷昏阿兵哥的毒氣是諾維喬克，而在沃特塔樓與阿兵哥的決戰時，他也成功利用法國佬調配出的諾維喬克令阿兵哥虛弱化。決戰後，他對珍妮坦白了自己家族對沃特的抗爭歷史，並歡迎安妮加入黑袍糾察隊。
在原作漫畫中本名為拜倫·瓦歷斯(Baron Wallis)，母乳為一名血液中含有化合物V的超人類，但需要飲用自己母親的母乳維生，另外也沒有揭露他的本名。本劇的母乳則變為沒有超能力的普通人。影集中，母乳的強迫症傾向來自於賴斯·艾隆索本人。

### 凱文·莫斯科維茲／潛水王

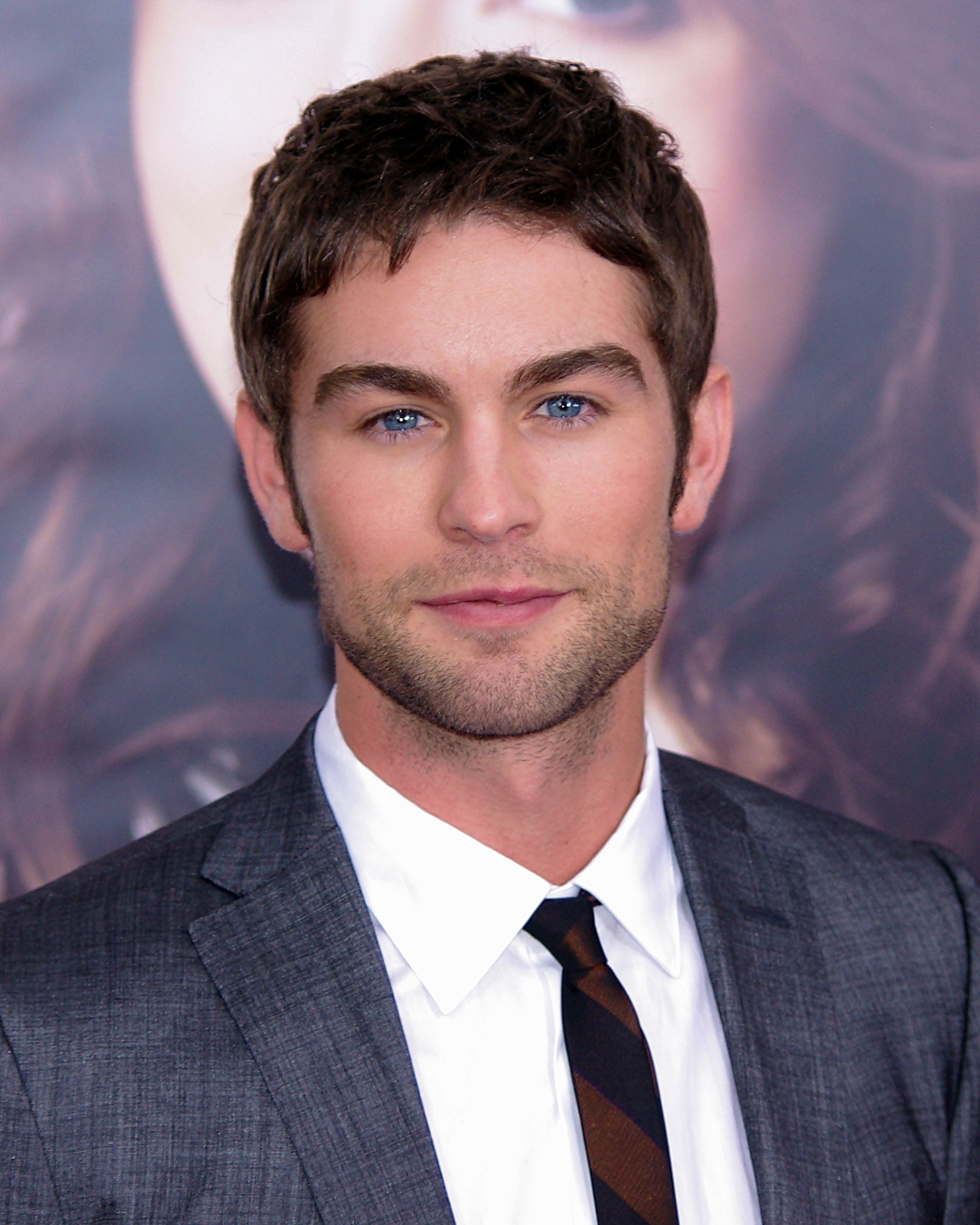
柴斯·克勞福出演凱文·莫斯科維茲／潛水王

凱文·莫斯科維茲／潛水王（Kevin Moskowitz / The Deep）由柴斯·克勞福飾演。「七巨頭」之一，自稱海洋之王，長著魚鰓並且能聽懂海洋生物語言，因對自己的身體自卑而妄想女性會對他嘲諷，因而侵犯女性。在安妮加入「七巨頭」當日就強迫她為他口交，之後因為安妮的脫稿演出，迫使麥德琳要他拍攝道歉影片並暫時從「七巨頭」調職。
一連串的不順利使得他酒後失態被關入監獄，但被鷹射手保釋出來，並說服其加入了宗教團體「合作教會」。後在教會的要求下與教會成員卡珊卓·史瓦茲結婚，藉此逐步挽回形象，還介紹被迫退休的火車頭加入教會。後梅芙以協助其挽回形象為條件，替梅芙找到足以威脅護國超人的攝像紀錄。後史丹·埃德加與阿利斯特·阿達納商議本想讓其回歸「七巨頭」，但隨著風暴前線被抓與震波俠死亡，改為讓火車頭復歸「七巨頭」，這使心懷不滿的他離開了合作教會。
風暴前線事件一年後，深海王與妻子卡珊卓脫離合作教會，在卡珊卓的操盤下，他的回憶錄與其改編電影讓他的人氣扶搖直上，而他也被護國超人用來當成對付安妮的棋子，在無視選秀節目「美國英雄」的規則下破例讓他返回七巨頭，其後更是升職為犯罪分析部的部長。在護國超人殺死黑俠後，他被護國超人命令殺死辛格陣營推派的副總統候選人，使得紐曼成功上位。他自己在要求卡珊卓與自己和一隻章魚玩3P後遭到憤怒的卡珊卓拋棄，再度身敗名裂。
角色原型為DC漫畫的水行俠與漫威漫畫的納摩。

### 賽吉／法國佬
賽吉／法國佬（Serge / Frenchie）由托莫·卡本飾演。黑袍糾察隊成員，法國人，曾經被父親虐待，為一名熟知運用槍械、進行滲透以及通訊知識的傭兵。
因其具有各種反制超人類的方式而被馬洛里以讓女友雪莉與好友傑無罪釋放為代價加入黑袍糾察隊，但在五年前因傑吸毒過量而暫離任務，造成馬洛里的兩個孫子被點燈俠燒死，此後日夜被罪惡感折磨並無法原諒自己。因為屠夫與修伊將半透人綁架到自己住處後別無選擇，只能重回黑袍糾察隊。於調查高鐵俠運送化合物V的所在時發現被囚禁的紀美子，因為發現她可能有著與自己一樣的經歷而不斷的對其進行說服，之後兩人形成緊密的關係。在黑袍糾察隊見光後將家人託付給中情局進行保護，自己則是被沃特國際逮捕入獄，但在修伊的努力下成功逃獄。由於超能恐怖分子的出現，使他將屠夫請回黑袍糾察隊。在紀美子因弟弟之死灰心喪志時企圖安撫她但未見效，在發現紀美子開始擔任黑手黨打手之後與她分道揚鑣，隨後兩人重歸於好。其後參加了拯救萊恩的任務，為屠夫、貝卡及萊恩爭取時間逃亡。最後其罪名被撤銷，與紀美子兩人前去跳舞。
風暴前線事件一年後，法國佬依然留在黑袍糾察隊逮捕違法亂紀的超人類。在雪莉告知小妮娜想要置她於死地時，法國佬讓雪莉逃亡，使得黑袍糾察隊在俄羅斯進行調查前要先完成小妮娜的一單暗殺任務。任務雖然成功完成，但也害得妮娜的幾個聯絡人遭到殺害而被妮娜要求再幹一票暗殺任務，不情願的法國佬因拒接妮娜的電話而與紀美子、雪莉兩人一同被綁架到廢棄倉庫凌虐，妮娜更威脅他要紀美子與雪莉中選一人殺死。三人脫困後，法國佬向妮娜要了一瓶諾維喬克後再度陷入自我厭惡中，被紀美子鼓勵後重新打起精神並加入了與阿兵哥的決戰。由於原有的諾維喬克被梅芙丟棄，法國佬利用沃特實驗室的資源調配出諾維喬克來迷昏阿兵哥。決戰後，法國佬決心不要再受任何人擺佈，並歡迎安妮成為糾察隊的一員。
原作漫畫中的法國佬早已施打化合物V而能與超人類正面對決，本作的法國佬為普通人。

### 宮代紀美子／極殊女

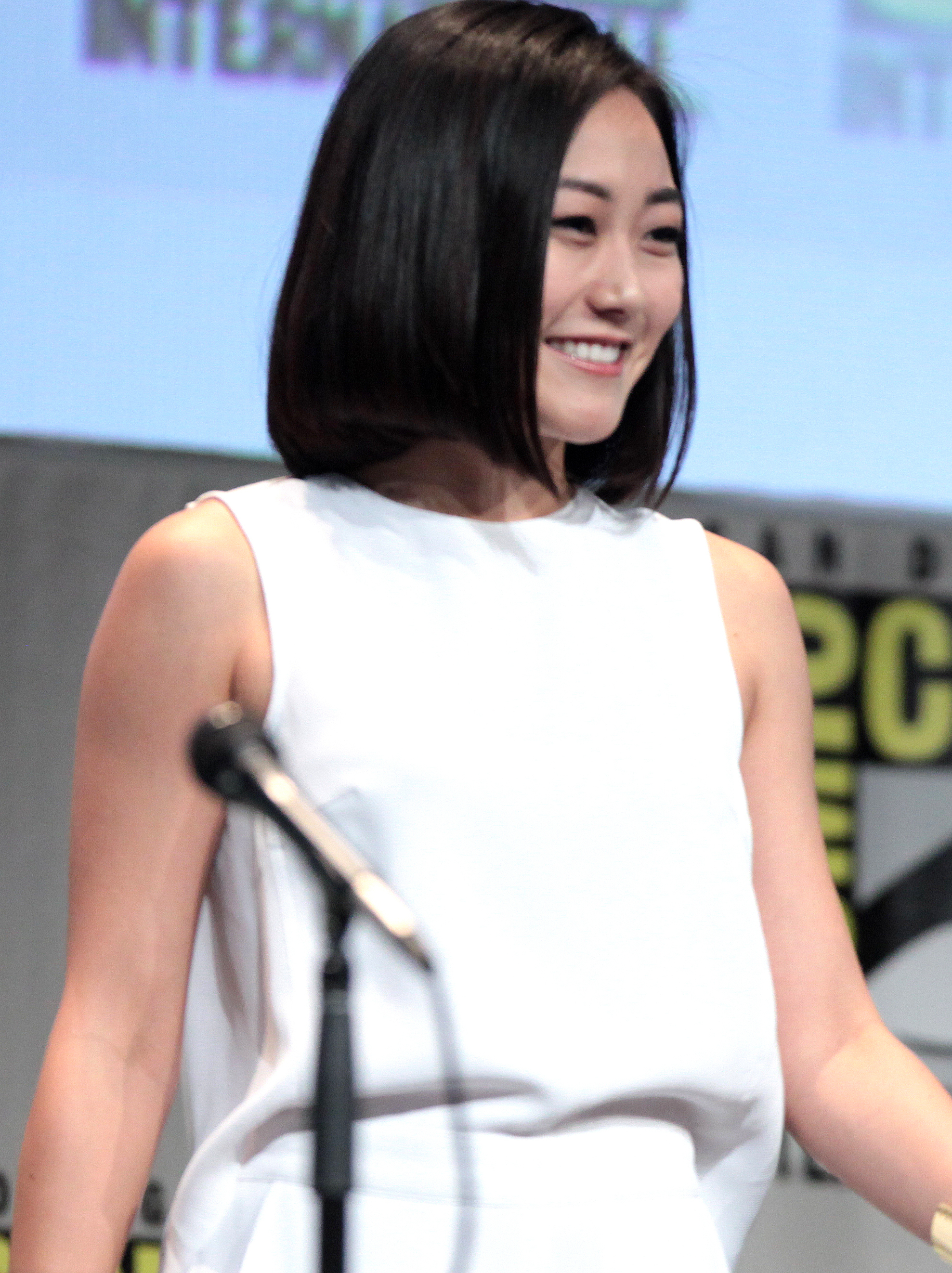
福原凱倫出演宮代紀美子／極殊女

宮代紀美子／極殊女（Kimiko Miyashiro / The Female）由福原凱倫飾演。沉默的黑袍糾察隊成員，居住於菲律賓的日本僑民，與弟弟健志遭到恐怖組織「閃光解放軍」綁架後強迫當兵，因父母在其面前遭到殺害後罹患選擇性緘默症，碾轉來到美國後遭到注射化合物V而成為超人類，具有自癒能力、強大的身體能力以及攻擊性，且對人沒有信任心。被關在鐵牢房並被數名武裝守衛看守，在法國佬開鎖後於市區到處逃竄而成為黑袍糾察隊以及高鐵俠追蹤的目標，逃竄的理由是想要回到日本並救出弟弟。被黑袍糾察隊迷昏後與法國佬同住，在他的說服下加入黑袍糾察隊。在黑袍糾察隊見光後被沃特國際綁架並拘束在病床上，但在修伊的努力下成功逃出。在逃亡生活時學習如何書寫英文以及與他人交流。
她發現潛入美國的超能恐怖分子是弟弟健志後企圖保護他前往CIA的安全屋，但是任務因風暴前線的干預而失敗，目睹弟弟被風暴前線殺害後而滿腔怒火試圖復仇。為了麻痺自己因弟弟之死的哀傷，她經由雪莉擔任中間人開始了做為阿爾巴尼亞黑手黨打手的生意。在調查鼠尾草中心的任務中理解了法國佬的苦心而與他重歸於好，並教導他她用來與人溝通的自創手語。其後參加了拯救萊恩的任務並與安妮、梅芙一同合作痛毆風暴前線，為屠夫、貝卡及萊恩爭取時間逃亡。最後其罪名被撤銷，與法國佬兩人前去跳舞。
風暴前線事件一年後，法國佬依然留在黑袍糾察隊逮捕違法亂紀的超人類。對殺戮感到厭倦的紀美子在執行小妮娜派的暗殺任務時顯得力不從心，而在俄羅斯的秘密實驗設施時，黑袍糾察隊意外放出依然在生的阿兵哥，為了保護法國佬遭到阿兵哥釋放出來的能量波攻擊，紀美子身受重傷，其自癒能力也在其作用下消失。在醫院療養期間，法國佬與紀美子分別被妮娜的手下綁架，在差點失去法國佬的刺激下，紀美子懇求安妮為她偷取一劑化合物V恢復能力以保護眾人。在沃特塔樓的與阿兵哥決戰後，紀美子也歡迎安妮成為糾察隊的一員。
原作的極殊女一開始就是黑袍糾察隊成員，並未揭露其本名。能力原型為漫威漫畫的金鋼狼與X-23。

### 爾文／黑俠
爾文／黑俠（Earving / Black Noir），因身穿黑衣，也稱作玄色，由内森·米契爾（Nathan Mitchell）飾演。「七巨頭」之一，全身黑色服裝的超級英雄，從不開口說話，戰鬥能力極強且辦事效率高，弱點是對堅果過敏。1984年，剛出道不久的黑俠是「償還者聯盟」成員，但他不想要讓面具遮住自己的臉，也不想要沉默忍者的人設，但基於他是非裔美國人這而讓他的要求被埃德加打回票。在協助CIA任務之時，因為償還者聯盟實在受不了阿兵哥的暴行，而使黑俠聽從埃德加的建議讓整個團隊對阿兵哥掀起反旗，意圖制服阿兵哥卻反被其重傷，左臉毀容、右腦受創而無法開口說話，而因為顏面傷殘的關係而用面具遮住臉孔。曾多次追擊過黑袍糾察隊，在襲擊法國佬時與紀美子交手並將其重傷，後又奉命追殺屠夫，但在屠夫的要脅下放棄對黑袍糾察隊的追擊，事後反將安妮視為叛徒並將其抓回沃特。之後梅芙利用他的過敏趁其不意在他口中塞了整條Almond Joy巧克力棒，而使他過敏發作並放走安妮。現在於沃特塔樓醫務室昏迷不醒。風暴前線事件一年後，甦醒的黑俠在知道阿兵哥重出江湖後原先試圖逃避，但在他的幻想朋友們的鼓勵下回到沃特塔樓，試圖與護國超人一同殺死阿兵哥，但護國超人卻因黑俠隱瞞阿兵哥是其生父一事而在一怒之下將黑俠開腸破肚殺死。
角色原型為DC漫畫的蝙蝠俠、喪鐘和孩之寶玩具《特種部隊系列》中的蛇眼。在原著中為沃特用來對付護國超人的保險措施，是護國超人的複製人，他是強暴貝琪、捏造護國超人食人行為的真兇。

### 黑俠二代
黑俠二代（Black Noir Ⅱ），由内森·米契爾（Nathan Mitchell）飾演。他是高多金大學畢業生，曾在沃特馬戲團表演，是被護國超人找來替代黑俠位置的演員，想方設法要令自己融入「黑俠」一角中，總是因為話太多被其他「七巨頭」成員要求閉嘴。患有發作性嗜睡症，會毫無預警地睡著。

### 瑪德琳·史迪威

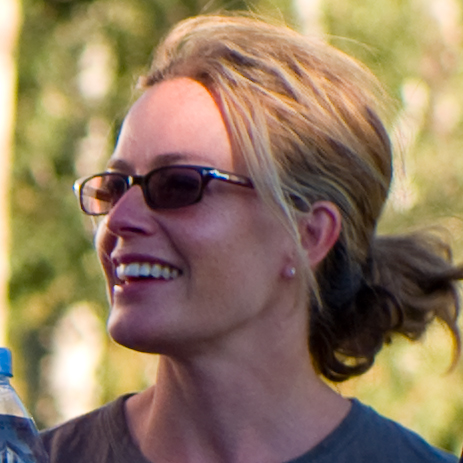
伊麗莎白·蘇出演瑪德琳·史迪威

瑪德琳·史迪威（Madelyn Stillwell）由伊麗莎白·蘇飾演。她是沃特國際（Vought International）企業英雄管理部門的資深副總裁。擅於操弄周圍的人們達成自己的目的，與護國超人有著非常複雜的關係。最後遭到屠夫以塑膠炸藥綁住作為威脅護國超人的籌碼，但在向護國超人承認她對他的畏懼後遭其用鐳射眼直擊眼球而死。
在原作中是男性，名為詹姆斯·史迪威（James Stillwell），另在原作中他生存到最後。

### 艾希莉·貝瑞特
艾希莉·貝瑞特（Ashley Barrett）由蔻碧·米納菲飾演。她是沃特國際公關人員，主要負責打理星光的相關事務。「信仰博覽會」事件後遭到瑪德琳開除，瑪德琳死後被護國超人找回來擔任英雄管理部門資深副總裁負責他的事務管理，因為一連串事件導致她的壓力越來越高，甚至脫髮。
其角色定位等同原作中的沃特資深員工潔西卡·布萊德利（Jessica Bradley)，詹姆斯·史迪威將沃特的領導權交給布萊德利使得他能夠將外界對沃特及超級英雄的不當行為所產生的究責聲浪轉移到她頭上，使她成為代罪羔羊。當布萊德利發覺此事後，她在自己的旅館房間內精神崩潰並尖叫著撕扯頭髮。布萊德利一角於第四季作為賢者姐妹的本名登場。

### 克拉拉·萊辛格／風暴前線

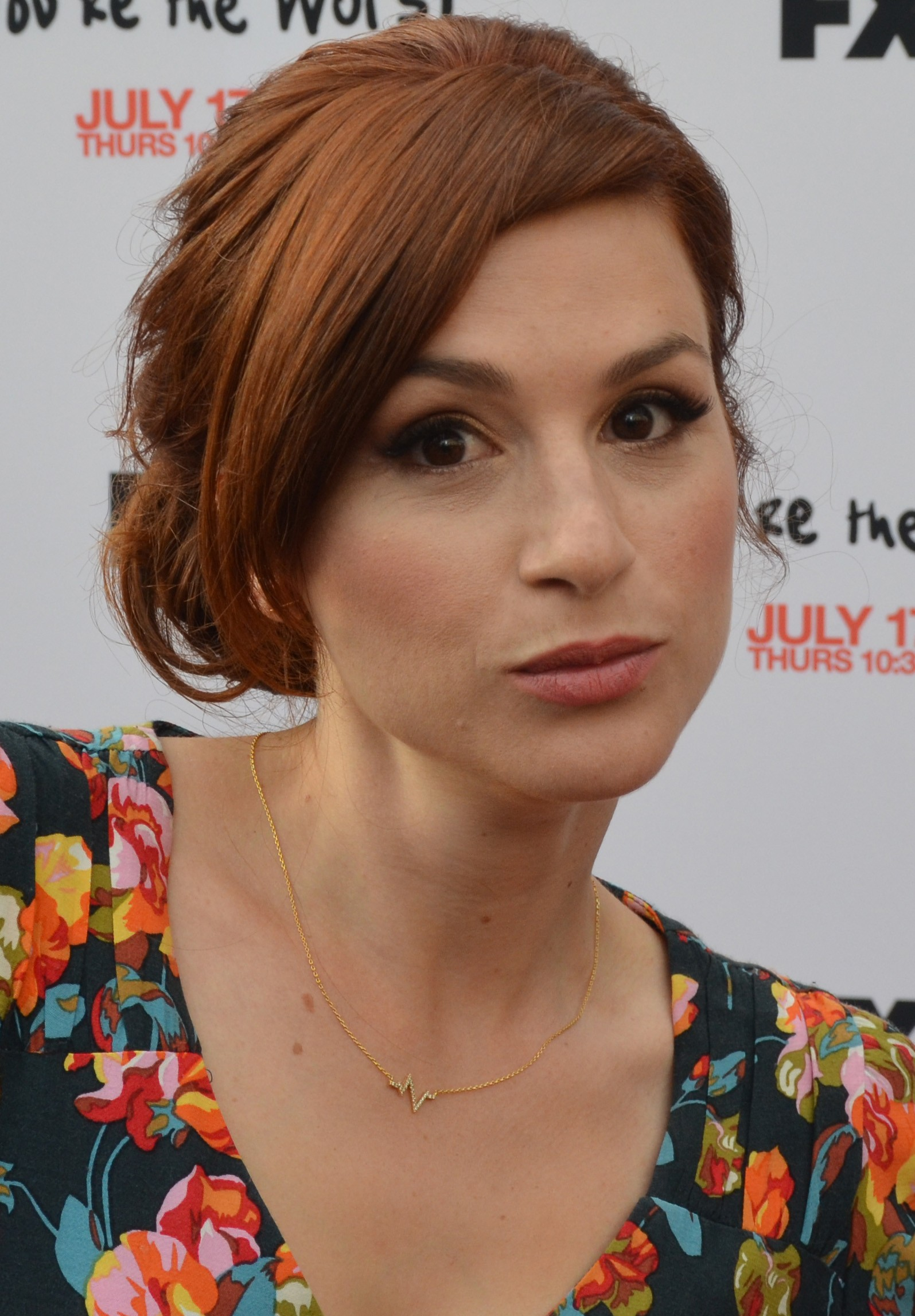
艾雅·凱許出演克拉拉·萊辛格／風暴前線

克拉拉·萊辛格／風暴前線（Klara Risinger / Stormfront）由艾雅·凱許飾演。她是沃特國際的一名超級英雄，擅長經營自己社群網站帳號，隸屬超級英雄團隊「償還者聯盟」（Payback），能力為放出閃電、長壽命、超強耐力、超級力氣以及飛行。外表年輕，但實際上出生於1919年的柏林，納粹黨成員，為首位經由注射化合物V誕生的超人類，之後與同為納粹黨成員的沃特國際創辦人費德烈·沃特結婚。在1970年代以「自由女」（Liberty）身份活動。之後在埃德加僱用下成為了「七巨頭」的新成員。她看似是一名直率的女性主義代言人，但實際上為一名種族歧視，信奉納粹主義的白人至上主義者，無情地殺害有色人種，此外欺軟怕硬並可召集網民來對輿論進行控評。而1970年代時她也因自己的種族歧視而殺死無辜的黑人。她奪走護國超人的鎂光燈使得她成為了護國超人的眼中釘。隨後，因護國超人支持度因他誤殺平民而掉了9.5%而向她求助，使得他的支持度回升5%，因而使兩人擦出愛火並發生關係。其後她向護國超人揭示了她要他領導以超人類為首的種族滅絕的意圖。其納粹身份在修伊、安妮的暴露下見光而成為大眾批判的對象，讓她身敗名裂。氣急敗壞的風暴前線接著與黑袍糾察隊開始戰鬥，遭到安妮、紀美子與梅芙痛毆而撤退前去找萊恩，但是左眼遭到想保護兒子的貝卡捅瞎，在她意圖殺死貝卡時遭到想救貝卡的萊恩以鐳射眼直擊，手腳被燒斷，全身多處灼傷，生死不明。護國超人在記者會上宣稱她是國會大屠殺的真兇且她被安置在沃特塔樓的秘密設施中。一年過後，嚴重傷殘的風暴前線由於對護國超人不贊同她成立超人軍隊的理想下，絕望咬舌自盡死亡。
角色原型為漫威漫畫的雷神索爾與DC漫畫的沙贊，在原作中是男性，「風暴前線」之名來自於同名新納粹白人至上主義網站。凱許另在劇中以照片形式飾演自由女，名稱源自早期種族仇恨網站「雅利安國自由網」。劇中劇《七巨頭曙光》的風暴前線由莎莉·賽隆客串演出

### 維多莉亞·紐曼
維多莉亞·「維琪」·K·紐曼（Victoria "Vicky" K. Neuman）由克勞蒂亞·杜米特飾演。她是年輕的「神童」國會參議員，反對沃特與超級英雄的所作所為。接著與黑袍糾察隊合作尋找證人以召開針對沃特國際的聽證會，在聽證會遭到超能者襲擊時被馬洛里救出會場。實際上襲擊者正是自己，具有控血能力，在看向目標人物時可使對方頭部爆炸。曾以此手法殺死蘇珊促進黑袍糾察隊開始動作，並用屠殺議會的方式以及風暴前線的真實身份防止化合物V正式進入市場，還殺死了握有情資的阿利斯特。隨後成為超人類事務處的處長，並金援馬洛里開始為自己的總統大選競選鋪路。出生時名為娜迪亞·海雅特(Nadia Khayat)，為一名出身自沃特旗下紅河孤兒院的孤兒，曾經以能力將雙親爆頭傷害，其後被埃德加領養成為其養女與他在政府機關的內線，但是維琪為了保護女兒柔伊而背叛埃德加，令她從護國超人處獲得一劑化合物V為女兒施打。其後，維琪試圖拉攏安妮未果，轉為與護國超人建立了「交易」關係，藉由令護國超人派出利用潛水王殺死辛格原本的副總統人選而上位成為辛格陣營的副總統候選人。曾前往高多金大學進行競選活動，對瑪麗揭曉自己是她進入高多金大學的贊助者，藉由瑪麗得知卡多薩醫師研發的超能病毒，在獲取病毒後將卡多薩爆頭殺害。紐曼作為辛格的副總統，在護國超人和智者的幫助下繼續她的政治計劃，計劃篡奪辛格並殺死他後成為總統，同時還試圖合成一種病毒作為對抗護國超人的安全保障。她和護國超人集結支持辛格的反超級英雄法案，在意識到她和她的女兒所面臨的危險程度後，她試圖背叛護國超人並向修伊·坎貝爾尋求幫助。然而，在到達他們的安全屋和他們會合以後，被比利·布徹到達並使用他從化合物V中獲得的觸手力量將她撕成兩半並殺死，留下她的女兒，最終紐曼的女兒被送往她長大的紅河之家。
角色原型為美國眾議院議員亞歷山德里婭·歐加修-寇蒂茲。原作中為男性，名為維克多·「副總維克」·K·紐曼（Victor "Vic the Veep" K. Neuman），為美國副總統，角色原型為前美國總統喬治·W·布希。性格頭腦簡單且變態，易於操弄，因而成為沃特國際的傀儡，之後成為總統，最終被護國超人殺死。

### 班／阿兵哥
班／阿兵哥（Ben / Soldier Boy）由詹森·艾克爾斯飾演。他是英雄團體「償還者聯盟」領袖，在沃特博士投靠同盟國後，士兵男孩成為了美國第一個超級英雄，並在二戰期間殺死許多德國人。二戰後，阿兵哥成為家喻戶曉的人物，其在1984年參與了CIA在尼加拉瓜協助康特拉反抗軍的任務，與當時的任務主管馬洛里有了糾紛，但因為償還者聯盟使得任務據點曝光，阿兵哥在與俄軍特種部隊交戰後似乎被某種超能武器殺死，其肉體被俄軍帶往俄國，而沃特對外的官方說法是他死於阻止核能事故。直到2022年，黑袍糾察隊在俄羅斯一處秘密實驗室中找到了被拘束的他，剛逃脫拘束後，阿兵哥就對黑袍糾察隊進行輻射攻擊，隨後逃逸無蹤。其後在與布徹達成同盟後，阿兵哥與布徹、修伊一同行動開始獵殺「償還者聯盟」成員，並將護國超人作為最終目標，但阿兵哥放出輻射的能力極其危險，故成為了安妮與母乳極力阻止的對象，最終，阿兵哥與布徹決裂，與黑袍糾察隊大戰後企圖用輻射將所有人一同殺死在沃特塔樓中，但被梅芙阻止，其後在馬洛里監管下在被迷暈的狀態下被CIA收容
角色原型為漫威漫畫的美國隊長和酷寒戰士。

### 萊恩·布徹／護國小子
萊恩·布徹／護國小子（Ryan Butcher / Homeboy）由卡麥隆·克羅維蒂飾演。他是貝卡與護國超人生下的男孩，8年來被貝卡秘密扶養長大，為首名自然誕生的超人類，其超能力在情緒波動時會展現。性格聽話、溫順，愛護母親，自從遭到護國超人為了測試他的超能力而將他從屋頂上推下並目擊護國超人要脅貝卡後對其開始反感與恐懼。其後護國超人向萊恩揭示了他的生活是個謊言，使得他憤怒地離開貝卡。隨後他被屠夫與貝卡救出，三人逃亡時遭到風暴前線襲擊，在目睹風暴前線即將殺害貝卡時首次釋放鐳射眼重傷風暴前線，但因為能力控制得不純熟意外波及貝卡而造成她傷重死亡。最後被屠夫交給中情局保護，並與屠夫約定自己不會成為像護國超人那樣的人。一年後，他與馬洛里一同居住在馬洛里的安全屋中，而屠夫經常探望他。一段時間後，屠夫為了保護萊恩而刻意對他發火並疏遠他，造成萊恩被護國超人帶走，最終在沃特塔樓與阿兵哥一戰後決定留在護國超人身邊。
角色原型為DC漫畫的兩任超級小子：康·艾爾(康納·肯特)與強納森·肯特，在原作中僅為具有超能力的胎兒，從貝琪的肚子中爬出後造成貝琪死亡，試圖用鐳射眼殺死屠夫未果反遭屠夫用燈座打死。帕克·科諾於第一季結尾客串飾演萊恩。

### 潔西卡·布萊德利／賢者姐妹
潔西卡·布萊德利／賢者姐妹（Sister Sage）由蘇珊·海沃德飾演。32歲，出身自密西根州底特律，是「七巨頭」新成員，具有超人智力，也能預知未來，號稱為全世界最聰明的人，但情商不高，說話容易直戳痛處讓人不悅。原先的超級英雄稱號為「賢者」，但因自己身為非裔而被沃特國際加入「姐妹」兩字。在護國超人的邀請下成為「七巨頭」一員。大腦可無限增長，所以需要定期做切除部分，被子彈爆頭後雖然能正常活動，但和切除後一樣會陷入痴呆狀態。
角色改編自原作同名角色，但並非超人類，而她身為公司高層的角色改編為艾希莉·貝瑞特。

### 米絲蒂·塔克·葛雷／爆竹女
米絲蒂·塔克·葛雷／爆竹女（Misty Tucker Gray / Firecracker）由瓦樂莉·柯瑞飾演。本身的超能力（生火）並不強，但很能利用陰謀論來妖言惑眾，甚至倒打一耙。在兒時曾經以「火花(Sparkler)」作為英雄名，與安妮一同參加選美比賽，但因為安妮的流言使得她失去資格，從此之後對安妮心懷怨恨，因此在賢者邀請她加入「七巨頭」後開始處處針對安妮挾怨報復。
角色原型為歡歡。

### 喬·凱斯勒
喬·凱斯勒（Joe Kessler）由傑佛瑞·狄恩·摩根飾演，他是CIA幹員兼屠夫的舊識。
原作中為雷納的部下，CIA分析師，別稱「瘦猴(Monkey)」，數次遭到屠夫霸凌。

## 主要角色(V世代)

### 瑪麗·莫羅
瑪麗·莫羅（Marie Moreau）由潔茲·辛克萊 飾演，18歲，有悲慘過去的控血能力者，曾為紅河孤兒院收容的孤兒。進入高多金大學後試圖證明自己具有加入「七巨頭」的資格，但在發現學校的秘密後開始解謎。 八年前，初經來潮的瑪麗意外用自己的血液殺死雙親，導致自己與妹妹安娜貝絲分離，進入紅河孤兒院。在進入高多金大學後，為了為自己的過去贖罪並與妹妹重修舊好而執意進入打擊犯罪學院。

### 艾瑪·邁爾／小蟋蟀
艾瑪·邁爾／小蟋蟀（Emma Meyer / Little Cricket）由莉茲·百老匯 飾演，她是瑪麗的室友，可縮小到0.5英吋的YouTuber。她沒有安全感又天真的個性總是讓她處在妥協的地位，儘管如此，她還是與新鮮人室友瑪麗成為好友，兩人一同調查圍繞在高多金大學的神秘危機。她深受使用能力前必須嘔吐、要回復原本大小必須暴食的能力限制、以及網路上對她的負面言論所苦。她進食後可以讓自己的體積變大，並獲得超人力氣與耐力。
角色原型為凱西·朗恩

### 安德烈·安德森
安德烈·安德森（Andre Anderson）由錢斯·佩爾多莫飾演，他是能夠控制磁力的三年級人氣學生，是金童的好友。他也是知名英雄「磁極人」的兒子，會在父親退休後繼承他的名號。安德烈在發現學校不對勁之處時，他將其視為自己的責任而開始調查。
角色原型為北極星

### 凱特·鄧拉普
凱特·鄧拉普（Maddie Phillips）由麥蒂·菲利普斯飾演，她是強大而自信的三年級生，喬丹與安德烈的好友。凱特具有讓碰過她雙手的人們服從她指令的能力，而她總是用超能力讓自己獲得好處。她也是路克的女友，這使她成為學院中的人氣學生之一。
角色原型為琴·葛雷、小淘氣與萬磁王

### 喬丹·李
喬丹·李（Jordan Li）由倫敦·索爾與德瑞克·盧飾演，具有改變自身生理性別能力的學生。男性身體無堅不摧，而女性身體除了敏捷外，也能放出能量波。獨特的能力使喬丹成為布林克的打擊犯罪學院中最傑出的助教。

### 山姆·萊爾丹
山姆·萊爾丹（Sam Riordan）由艾薩·傑曼飾演，他是路克的弟弟，一名深受困擾，具有怪力且刀槍不入的學生。雖然有副好心腸，但他深受幻覺侵擾，使他無法分辨現實與虛幻。

### 印蒂拉·薛蒂
印蒂拉·薛蒂（Indira Shetty）由雪莉·康恩飾演，她是高多金大學教務長，沒有超能力的凡人。她對超級英雄心理學的知識與卓越的分析能力令她成為學院中無可替代的人物。她的最終目的是將高多金大學轉變為超人類菁英學校，而她在瑪麗一踏入校門後便對她有著強烈興趣。實為37號航班受難者遺族，企圖利用專殺超人類的病毒對超人類進行屠殺。

## 常設角色
| 演员                   | 演员 | 角色                | 角色 | 登场季数        | 登场季数        | 登场季数        | 登场季数        | 登场季数        |
| 譯名                   | 英語 | 譯名                | 英語 | 1               | 2               | 3               | 4               | 5               |
| ---------------------- | ---- | ------------------- | ---- | --------------- | --------------- | --------------- | --------------- | --------------- |
| 賽門·佩吉              |      | 休·坎貝爾           |      | 常設            | Does not appear | 特別客串        | 常設            | Does not appear |
| 安·庫薩克              |      | 唐娜·詹紐瑞         |      | 常設            | 常設            | 客串            | 客串            | Does not appear |
| 珍妮弗·艾斯波西多      |      | 蘇珊·雷納           |      | 常設            | 客串            | Does not appear | Does not appear | Does not appear |
| 尚恩·班森              |      | 以西結              |      | 常設            | Does not appear | Does not appear | 客串            | Does not appear |
| 克里斯汀·基斯          |      | 内森·法蘭克林       |      | 常設            | Does not appear | 常設            | 客串            | Does not appear |
| 布蘭妮·艾倫            |      | 夏綠蒂／刺爪女      |      | 常設            | Does not appear | Does not appear | Does not appear | Does not appear |
| 喬丹娜·拉喬伊          |      | 雪莉                |      | 常設            | 常設            | 常設            | 客串            | Does not appear |
| 仙朵·范桑頓            |      | 貝卡·布徹           |      | 常設            | 常設            | 聲音客串        | 客串            | Does not appear |
| 妮可拉·科雷亞-黛姆德   |      | 艾蓮娜              |      | 常設            | 常設            | 客串            | Does not appear | Does not appear |
| 萊拉·羅賓斯            |      | 葛瑞絲·馬洛里上校   |      | 常設            | 常設            | 常設            | 客串            | Does not appear |
| 麥爾坎·巴雷特          |      | 賽斯·瑞德           |      | 常設            | 客串            | 客串            | 客串            | Does not appear |
| 米希卡·特伯            |      | 震波俠              |      | 常設            | 常設            | Does not appear | Does not appear | Does not appear |
| 法蘭西絲·透納          |      | 莫妮可·繆克         |      | 客串            | Does not appear | 常設            | 常設            | Does not appear |
| 莉悠·阿貝雷            |      | 珍妮·繆克           |      | 客串            | 客串            | 常設            | 客串            | Does not appear |
| 詹卡洛·埃斯波西托      |      | 史丹·埃德加         |      | 特別客串        | 常設            | 常設            | 特別客串        | Does not appear |
| 尚恩·艾希摩            |      | 點燈俠              |      | Does not appear | 常設            | Does not appear | Does not appear | Does not appear |
| 果倫·維奇              |      | 阿利斯特·阿達納     |      | Does not appear | 常設            | Does not appear | Does not appear | Does not appear |
| 蘭斯頓·柯曼            |      | 鷹射手              |      | Does not appear | 常設            | Does not appear | Does not appear | Does not appear |
| 亞伯拉罕·林            |      | 宮代健志            |      | Does not appear | 常設            | Does not appear | Does not appear | Does not appear |
| 潔西卡·海特            |      | 卡蘿·曼恩海姆       |      | Does not appear | 常設            | Does not appear | Does not appear | Does not appear |
| 凱蒂·布萊爾            |      | 卡珊卓·史瓦茲       |      | Does not appear | 常設            | 常設            | Does not appear | Does not appear |
| 蘿莉·荷登              |      | 猩紅女爵            |      | Does not appear | Does not appear | 常設            | Does not appear | Does not appear |
| 麥爾斯·加斯頓·維蘭紐瓦 |      | 亞歷克斯／超音速    |      | Does not appear | Does not appear | 常設            | Does not appear | Does not appear |
| 卡蒂雅·溫特            |      | 妮娜·納門科／小妮娜 |      | Does not appear | Does not appear | 常設            | 客串            | Does not appear |
| 馬修·愛迪生            |      | 卡麥隆·柯爾曼       |      | Does not appear | Does not appear | 常設            | 常設            | Does not appear |
| 羅絲瑪麗·德威特        |      | 達芙妮·坎貝爾       |      | Does not appear | Does not appear | Does not appear | 常設            | Does not appear |
| 艾略特·奈特            |      | 柯林·豪瑟           |      | Does not appear | Does not appear | Does not appear | 常設            | Does not appear |
| 歐米德·阿塔西          |      | 薩米爾·沙博士       |      | Does not appear | Does not appear | Does not appear | 常設            | Does not appear |
| 蒂妲·史雲頓            |      | 安柏洛修絲          |      | Does not appear | Does not appear | Does not appear | 常設            | Does not appear |

### 休·坎貝爾
休·坎貝爾（Hugh Campbell Sr.）由賽門·佩吉飾演。他是修伊的父親，愛護兒子但不相信他有為自己抗爭的膽量。在黑袍糾察隊完全曝光後由中情局保護。
原作中名為亞歷山大·弗格斯·坎貝爾(Alexander Fergus Campbell)，於設定於原作漫畫完結10年後的「親愛的貝琪」故事線中已去世。賽門·佩吉的樣貌為原作中修伊的外型參考，但由於佩吉的年齡已經超過修伊的年紀而改為飾演修伊的父親。

### 唐娜·詹紐瑞
唐娜·詹紐瑞（Donna January）由安·庫薩克飾演。她是安妮的母親，把將女兒送進沃特國際培養成超人類明星視爲自己的事業。其後一直想與安妮和好，但一直被安妮拒之在外，在遭到黑俠攻擊並囚禁於沃特塔樓，被修伊救出。
在原作中安妮的母親在安妮剛出生時遭到安妮的超能力影響而全盲。

### 蘇珊·雷納
蘇珊·雷納（Susan Raynor）由珍妮弗·艾斯波西多飾演。她是中情局副局長，由於她熟知屠夫的性格而與他保持距離，甚至認為他追查超人類的行徑等同自殺。由於知道的真相太多，遭到超人類伏擊而在黑袍糾察隊成員面前遭到紐曼爆頭身亡。
原作中姓氏的拼法是Rayner。在原作中與屠夫具有充滿恨意的性愛關係，但是她遭到屠夫操弄而誤以為屠夫僅只是順從慾望行事。在她競選時她與屠夫的性愛音訊遭到流出，而競選活動會場則出現掛了寫著「雷納是賤貨」布條的小飛機，最終身敗名裂。10年後，她則將屠夫的日記寄給打算與安妮結婚的修伊，企圖藉此震懾他以免他妨礙自己的政治生涯東山再起，之後修伊對雷納揭曉屠夫知道她犯下的戰爭罪行卻反而僅使用性醜聞來讓她名聲掃地。

### 以西結
以西結（Ezekiel）由尚恩·班森飾演。他是超能力為彈力收縮身體的超人類，主持保守派基督教活動，但其實是同性戀者，因被屠夫拍下與另外兩名男性的親密行為而被混進活動的修伊勒索。隨後，他加入了由爆竹女主持的節目《真相炸彈》，在台上不遺餘力地抹黑安妮，在返回拖車時遭遇法國佬將對方打暈，屠夫在趕到現場後使用液態氮成功破壞他的一條手臂，但以西結利用另外一條手臂企圖勒死屠夫，但隨後遭到屠夫的腦瘤（喬）分屍而死。

### 内森·法蘭克林
内森·法蘭克林（Nathan Franklin）由克里斯汀·基斯飾演。他是膏鐵俠的哥哥兼訓練師。因無法坐視膏鐵俠繼續濫用化合物V而一怒之下與他斷絕兄弟關係。內森後來告訴意圖表示自己關心非裔美國人族群的膏鐵俠有關藍隼刻意針對有色人種的巡邏與暴行，膏鐵俠與沃特公關安排的道歉會場上，藍隼情緒爆炸一怒之下開始對民眾投擲桌椅，造成內森半身不遂，而內森再度與膏鐵俠斷絕關係，並在膏鐵俠與姪子們宣揚自己的英雄事蹟時當場戳破他的英雄事蹟根本不存在。

### 夏綠蒂／刺爪女
夏綠蒂／刺爪女（Charlotte / Popclaw）由布蘭妮·艾倫飾演。她曾屬於英雄團隊「少年奇士」，可以伸出骨爪進行格鬥的女性超級英雄，為高鐵俠的女友。因自行施打化合物V後的一場激烈性愛而意外殺死房東，因此被黑袍糾察隊威脅告知他們高寫峽把化合物V送去的地點，最後被膏鐵俠毒殺身亡。
在原作中並非膏鐵俠的女友，具有自殘傾向，在最後並未死亡。

### 雪莉
雪莉（Cherie）由喬丹娜·拉喬伊（Jordana Lajoie）飾演。她是法國佬的好友、砲友兼武器專家，一名性格捉摸不定，歌德風打扮的酷帥女子，法國佬會尋求她的建言。在紀美子失去弟弟後，她擔任中間人提供她黑手黨的殺手生意，此舉令法國佬非常不諒解。在風暴前線事件一年後，她因為偷取小妮娜的毒品而遭對方下達格殺令，在屠夫的幫助下暫時躲過一劫，但因法國佬不願繼續執行小妮娜指派的暗殺任務後，雪莉與紀美子遭到小妮娜綁架藉此逼迫法國佬就範，在紀美子奮力逃出並殺死多個小妮娜的手下後獲救並離開紐約，但仍與法國佬有聯繫。
原作中法國佬的女友名為瑪麗（Marie），性格與雪莉相反。

### 貝卡·布徹
蕾貝卡·「貝卡」·桑德斯-布徹（Rebecca "Becca" Saunders-Butcher）由仙朵·范桑頓飾演。她是屠夫的妻子，曾在沃特國際公關部門負責營運護國超人的社群媒體，8年前突然失蹤，實際上在被護國超人強暴後懷有護國超人之子，由於害怕告訴屠夫會使得他開始一連串復仇行動而選擇不提，直接前往沃特尋求協助。在誕下兒子萊恩後被沃特企業秘密安置在一間有人看守的房子內，為了避免萊恩變得像護國超人一般而打算扶養萊恩成一名普通人，在護國超人找到母子倆下落後企圖帶著萊恩逃離沃特企業與護國超人的控制。屠夫後來潛入她的住處與她重聚，原本想要帶著萊恩一起逃離，但發現屠夫並不真心打算接受她的兒子並叫他是「超能怪胎」後決心留下繼續照顧萊恩，以防止世上出現第二個護國超人。其後護國超人向萊恩揭示了他的生活是個謊言，使得萊恩離開貝卡，這也讓她決定離開沃特的設施，尋求屠夫與黑袍糾察隊的幫助，隨後成功救出萊恩，在逃亡過程中遭到風暴前線埋伏，意圖保護萊恩的她使用小刀捅瞎風暴前線的左眼而使其動了殺機，在即將遭到風暴前線殺死時被萊恩所救，但因萊恩不擅長控制自己的超能力而也遭到鐳射眼波及，最後與屠夫約定要保證萊恩的安全後傷重死亡。貝卡死後作為屠夫腦瘤產生的幻覺登場，不停勸說屠夫向善。
在原作中名叫蕾貝卡·「貝琪」·桑德斯-布徹（Rebecca "Becky" Saunders-Butcher），為一名社工，於故事開始前離世。

### 艾蓮娜
艾蓮娜（Elena）由妮可拉·科雷亞-黛姆德飾演。她是梅芙的前女友。兩人的關係被護國超人得知後，艾蓮娜成為梅芙的螢幕情侶並被迫接受沃特提供給她的形象，在梅芙離開七巨頭後，兩人一同隱居至鄉下。

### 葛瑞絲·馬洛里上校
葛瑞絲·馬洛里上校（Colonel Grace Mallory）由萊拉·羅賓斯飾演。她是一名與屠夫的過去有關的神秘女子，為中情局前副局長，提供他復仇的機會並給他訓練。曾為黑袍糾察隊領袖，但在一次跟蹤點燈俠的任務中，她的兩個孫子被點燈俠折磨並燒死而導致她隱居山林。其後因參與了蘇珊的葬禮而重新協助黑袍糾察隊。在針對沃特國際的聽證會上遭到超能者襲擊，連忙將紐曼救出會場。最後將萊恩交由中情局保護，並告知屠夫她現在隸屬於超人類事務處，而紐曼是她背後的金主。第二季事件一年後，她與萊恩一同居住在自己的安全屋中，當護國超人的情緒越來越不穩之際，她成立黑袍糾察隊的原因也浮出水面：她曾經是1984年中情局查理行動的尼加拉瓜外勤指揮官之一，與償還者聯盟一同出任務時，因為償還者聯盟的愚蠢行為而暴露位置造成部下與當地友軍身亡，自此投入對抗沃特的行列。
原作中為男性，名為葛瑞格·D·馬洛里中校（Lieutenant Colonel Greg D. Mallory）。故事最後其命運未知，但暗示其遭到屠夫殺死。

### 賽斯·瑞德
賽斯·瑞德（Seth Reed）由麥爾坎·巴雷特飾演。他是沃特國際的一名公關寫手，他曾經與女性超級英雄「冰公主」交往，但兩人發生關係時意外造成他的生殖器殘缺。
該角色名稱來自賽斯·羅根。

### 震波俠
震波俠（Shockwave）由米希卡·特伯（Mishka Thébaud）飾演。超能力為高速行動的超人類，為實際上速度比火車頭快的超能者，但因火車頭注射化合物V而在競賽中落敗。在火車頭被踢出「七巨頭」當天出現於沃特塔樓，似乎為洽談加入「七巨頭」而來。在針對沃特國際的聽證會上遭到紐曼爆頭身亡。

#### 莫妮可·繆克
莫妮可·繆克（Monique Milk）由艾薇娜·奧古斯特（第一季）與法蘭西絲·透納（第三季）飾演。她是母乳的前妻，兩人育有一女珍妮。不樂見母乳加入黑袍糾察隊置家人於危險之中的舉動，黑袍糾察隊見光後加入CIA的證人保護計畫隱居，風暴前線事件過後，她已經再婚並與母乳共有珍妮的監護權，但在看到母乳受到心魔糾纏而建議他重回黑袍糾察隊。
在原作中與影集相反，是一名不負責任的母親。

#### 珍妮·繆克
珍妮·繆克（Janine Milk）由娜莉妮·英格莉塔（第一～第二季）與莉悠·阿貝雷（第三季）飾演。她是母乳與莫妮可的女兒，與父親關係緊密，認為母乳是自己的英雄。第三季時剛滿10歲並參加足球校隊。第四季時12歲，因繼父陶德因沉迷護國超人的演說離開、同學贊同護國超人理念時遭到她毆打。
在原作中因為化合物V的影響使其成長快速。

### 史丹·埃德加
史丹佛·「史丹」·埃德加（Stanford "Stan" Edgar）由詹卡洛·埃斯波西托飾演。他是沃特國際執行長，瑪德琳的上級，將公司營運方針定調為製藥商與武器商而不重視「七巨頭」等超級英雄。曾於1984年帶領「償還者聯盟」前往尼加拉瓜參與查理行動並結識馬洛里，1984年後，他收養了當時無法控制超能力而意外殺死雙親的娜迪亞·海雅特，將其改名為「維多莉亞·紐曼」並收養為自己的養女，並將她作為安插於政壇的旗子培養。派遣黑俠追殺屠夫時，被屠夫以萊恩的身世要脅，令黑俠放走黑袍糾察隊。與阿利斯特·阿達納商議潛水王、高鐵俠回歸「七巨頭」事宜時，以風暴前線的種族歧視為由拒絕膏鐵俠回歸。後與屠夫私下達成協議，由屠夫將萊恩從護國超人身邊帶走，好讓沃特國際可以繼續牽制護國超人，而條件是貝卡必須與萊恩分離回到屠夫身邊，但因屠夫毀約導致萊恩被中情局帶走。風暴前線事件一年後安排安妮成為「七巨頭」的共同隊長，將護國超人在各種方面上吃得死死的，但因護國超人與紐曼的交易而遭到FBSA逮捕，並離開沃特CEO一職。第四季時依然身處牢獄，但布徹與母乳在告知他紐曼對柔伊施打化合物V一事後，以獲得柔伊的監護權作為誘因將他暫時以總統特赦保釋出獄，希望藉由他扳倒紐曼並獲得超能病毒，隨後，因黑袍糾察隊無法獲得病毒，遭到遣返回到監獄，但在運送途中被紐曼救出。
在原作中已去世。影集中的角色性格為於原作中的詹姆斯·史迪威進行改編。

### 點燈俠
點燈俠（The Lamplighter）由尚恩·艾希摩飾演。他是「七巨頭」退休成員，超能力為控火能力，安妮接替了他的位置。五年前被馬洛里以影片要脅成為中情局安插在沃特國際的內線，馬洛里為防萬一派法國佬監視點燈俠。但由於法國佬未按照計劃行事擅離職守拯救吸毒過量的朋友，而使意圖殺害馬洛里擺脫脅迫的點燈俠在未察覺的狀況下燒死她的兩個孫子，此舉也使得馬洛里自黑袍糾察隊以及CIA引退，點燈俠自身也因自己活活燒死無辜孩童的罪惡感而從七巨頭引退。現於沃特旗下的精神病院「鼠尾草中心」（Sage Grove Center）工作，該地為沃特為穩定化合物V對成年人進行人體試驗的場所，在試驗對象無法掌控時負責將其燒死並湮滅證據。在修伊的說服下跟著他一起前往沃特塔樓救出安妮，對生活毫無希望的他藉由引火自焚來啟動火災警報系統並終結自己受到挫折與罪惡感折磨的人生，此舉讓安妮成功逃離牢房。
角色原型為綠光戰警與火人。在原作中出於憤怒燒死了馬洛里的孫子，造成「七巨頭」與黑袍糾察隊暫時停火。但點燈俠卻打算進一步與黑袍糾察隊作對，結果被黑袍糾察隊圍毆並被馬洛里槍決死亡。在死後因為化合物V的副作用下復活為智商低下的殭屍，被關在秘密房間內整天神智不清地玩弄自己的糞便。火車頭與星光兩人曾被懲罰而被派往點燈俠的住處清理穢物。

### 阿利斯特·阿達納
阿利斯特·阿達納（Alastair Adana）由果倫·維奇飾演。他是宗教團體「合作教會」的領袖，具有領袖魅力，握有各種沃特國際與超人類的把柄，會想方設法讓叛離教會的人身敗名裂。與史丹·埃德加商議潛水王、高鐵俠回歸「七巨頭」事宜時，不慎被高鐵俠聽見，間接導致風暴的背景被高鐵俠查獲。他意圖與紐曼合作讓自己的教會深入政界，但遭到紐曼爆頭身亡。
角色原型為大衛·密斯凱維吉。合作教會影射的對象為山達基。

### 鷹射手
鷹射手（Eagle the Archer）由蘭斯頓·柯曼飾演。將潛水王保釋出獄的前超級英雄，為一名使弓能手，之後協助潛水王進行心理治療。其後因與教會產生分歧，而導致身敗名裂。其後，他放棄了自己的超級英雄事業，改行成為饒舌歌手。
角色原型為鷹眼

### 宮代健志
宮代健志（Kenji Miyashiro）由亞伯拉罕·林飾演。他是護國超人製造出來的超人類恐怖分子之一，紀美子的弟弟，超能力為念動力。最後遭到風暴前線折斷雙手並扭斷頸椎身亡

### 卡蘿·曼恩海姆
卡蘿·曼恩海姆（Carol Mannheim）由潔西卡·海特飾演。為合作教會發言人，她是鷹射手的「導師」，勸誘其加入合作教會，近似心理治療師的人物。

### 卡珊卓·史瓦茲
卡珊卓·史瓦茲（Cassandra Schwartz）由凱蒂·布萊爾飾演。她是瓦薩學院人類學教授兼宗教團體「合作教會」的成員，被安排與潛水結婚。在潛水王與合作教會決裂後，與他一同退出教會並協助他推出指控教會的回憶錄，讓他的名聲達到新高點，更因此讓潛水王成功回歸七巨頭。潛水王企圖讓她與章魚安柏洛修絲與他一起發生關係，遭到感到作嘔的卡珊卓拒絕，此舉也導致卡珊卓與潛水王離婚，離婚後並推出第二本回憶錄《二度深入(In 2 Deep)》指控潛水王，使對方再度身敗名裂。第四季時，潛水王上節目反駁卡珊卓對他的一切指控，並稱對方情緒不穩還「大便在他的床上」。

### 猩紅女爵
猩紅女爵（Crimson Countess）由蘿莉·荷登飾演，她是英雄團隊「償還者聯盟」成員之一，具有放射熱能的超能力，為阿兵哥的愛人。現今，她在沃特樂園進行表演，當法國佬與紀美子找上她試圖獲取情資時，猩紅女爵在逃跑途中意外用超能力殺死一名路人。其後，她被黑袍糾察隊作為將阿兵哥引出的誘餌，遭到拘禁後與阿兵哥對質，並揭曉她與其他償還者聯盟仇怨都一直以來恨著阿兵哥而設計他被俄國特種部隊抓走，最後遭到阿兵哥放出輻射燒死。
角色原型為緋紅女巫。在原作中是心靈人造人的女友，但她同時劈腿風暴前線。在黑袍糾察隊與償還者聯盟槓上後，因為猩紅女爵攻擊小恐，而被屠夫扭頸殺死。

### 亞歷克斯／超音速
亞歷克斯／超音速（Alex / Supersonic）由麥爾斯·加斯頓·維蘭紐瓦飾演。他是安妮的前男友，前超級英雄團隊「美國青年」成員，曾使用鼓手男孩（Drummer Boy）的名號進行英雄活動，也曾屬於超級英雄偶像男團「超級甜心」(Super Sweet)。他參加選秀節目《美國英雄》(American Hero)以獲得在七巨頭的席位，期間與安妮的相處友善又融洽。在他勝出後，因為護國超人不穩定的精神狀況使安妮試著說服他拒絕七巨頭的席位，但是亞歷克斯為了保護安妮而拒絕了她的遊說，加入七巨頭。其後與安妮討論扳倒護國超人的計劃，看到火車頭被深海王與護國超人欺凌的場面後意圖拉他進入對抗護國超人的陣線，最終卻被護國超人殺害，作為恫嚇安妮的工具。
原作中並未死亡，他並沒有將自己的超級英雄名號改為超音速，而是一直沿用鼓手男孩的名稱。他在安妮加入七巨頭後與同屬美國青年的聖女瑪麗出軌使得安妮對他失望而分手。

### 妮娜·納門科／小妮娜
妮娜·納門科／小妮娜（Nina Namenko / Little Nina）由卡蒂雅·溫特飾演。她是法國佬的前戀人，一名愛好震動按摩棒的黑幫老大。

### 卡麥隆·柯爾曼
卡麥隆·柯爾曼（Cameron Coleman）由馬修·愛迪生飾演。他是沃特新聞頻道的主播。與艾希莉有著虐戀關係，在護國超人掌權後向艾希莉提出分手，遭到對方陷害為藏在沃特塔樓的內奸而遭到「七巨頭」、凱特、山姆以及科技騎士等一眾超人類圍毆至死。

### 達芙妮·坎貝爾
達芙妮·坎貝爾（Daphne Campbell）由羅絲瑪麗·德威特飾演，她是修伊的母親。

### 柯林·豪瑟
柯林·豪瑟（Colin Hauser）由艾略特·奈特飾演，他是星光之家成員，法國佬的男友，但因法國佬在為妮娜工作時殺了他全家而對對方感到罪惡感。

### 薩米爾·沙博士
薩米爾·沙博士（Dr. Sameer Shah）由歐米德·阿塔西飾演。他是隸屬於沃特的科學家，同時也是紐曼的愛人與柔伊的生父。埃德加對於他讓紐曼懷孕一事頗有微詞，在黑袍糾察隊遭到被化合物V污染的農場動物攻擊時，屠夫趁機將他的腿鋸斷佯裝他已死，實際上，屠夫將仍然生存的薩米爾藏起來，逼迫他強化超能病毒。

### 安柏洛修絲
安柏洛修絲(Ambrosius)由蒂妲·史雲頓配音演出，她是潛水王的章魚愛人，原先被飼養在炸藥雙胞胎位於佛蒙特州的家中，隨後被潛水王從英雄高潮會場救出並飼養在沃特塔樓中，潛水王企圖讓卡珊卓與安柏洛修絲與他一起發生關係，遭到感到作嘔的卡珊卓拒絕，此舉也導致卡珊卓與潛水王離婚。在潛水王不如意時總是安慰他，但因發現潛水王逐漸與她疏遠以及潛水王開始與賢者姐妹出軌而與他大吵一架，最終遭到情緒失控的潛水王打破魚缸，窒息而死。

## 客串角色

### 第一季引入角色
賽斯·羅根、吉米·法倫、比利·贊恩、邁克·馬薩羅和泰拉·蕾在劇中出演自己。

#### 半透人
半透人（Translucent）由亞歷克斯·哈索飾演。他是超能力為隱形以及刀槍不入的超級英雄，具有在全裸後隱形藉此觀察他人的僻好。在發現修伊在「七巨頭」總部裝設竊聽器後尾隨並意圖殺害他，但遭到屠夫阻止並被監禁於通電鐵籠中。法國佬發現他的弱點是內臟而在電暈他後從肛門塞入塑膠炸藥，最終遭到陷入PTSD造成的復仇怒火的修伊引爆身亡，屍塊被深海的海豚發現後，送到沃特國際。
角色原型為火星獵人、隱形女和巴小倩等隱身能力英雄。在原作中名為木星傑克（Jack from Jupiter），因殺死小恐而被屠夫凌虐致死。第二季第七集〈各懷鬼胎〉中點燈俠與修伊看的超級英雄成人電影中就有打扮成木星傑克造型的演員登場。

#### 伊凡·蘭伯特
伊凡·蘭伯特（Evan Lambert）由大衛·李爾飾演。他是沃特國際的一名公關寫手，與賽斯一同工作。
該角色名稱來自伊凡·戈博。

#### 羅蘋·華德
羅蘋·華德（Robin Ward）由潔絲·薩爾格羅（Jess Salgueiro）飾演。她是修伊的女友，因遭火車頭高速衝撞而粉身碎骨，意外淒慘離世。
原作中名為羅蘋·馬溫尼（Robin Mawhinney），為一名戴眼鏡的蘇格蘭紅髮白人女子，死因是被高鐵俠丟出去的歹徒砸中，一併撞上磚牆而粉身碎骨。

#### 安妮卡
安妮卡（Anika）由安娜·沙尼飾演。她是沃特國際罪案分析部門的職員。

#### 寇特妮·福特尼
寇特妮·福特尼（Courtenay Fortney）由賈姬·托恩飾演。她是沃特國際英雄相關製片助理。

#### 喬納·沃格邦博士
喬納·沃格邦博士（Dr. Jonah Vogelbaum）由約翰·多曼飾演。他是前沃特國際首席科學官，在實驗室培養護國超人長大。護國超人在得知貝卡的真相後，對外宣稱他出了「意外」而癱瘓。在馬洛里的說服與屠夫以其兒女威脅恐嚇下，同意前往針對沃特國際的聽證會作證，但在還沒開口前就遭到紐曼爆頭身亡。
在原作中為化合物V的創造者，影集將將此頭銜改給予沃特國際創辦人，前納粹德國科學家費德烈·沃特（Frederick Vought）。在原作中帶著少年時期的風暴前線來到美國，馬洛里原本要槍殺他，但改變心意讓他進入CIA工作並調配出黑袍糾察隊成員所注射的化合物V配方，其後被屠夫要求調配出能夠殺死曾經注射過化合物V的反V血清，在調配成功後被屠夫殺害。

#### 查爾斯／讀心者
查爾斯／讀心者（Charles / Mesmer）由哈利·喬·奧斯蒙飾演。他是前童星，一名能夠讀心的超級英雄。離婚後失去了女兒克莉歐的監護權。在協助黑袍糾察隊時使用針孔偷拍所有成員長相送給護國超人，使得黑袍糾察隊就此暴露，因此被上門算帳的屠夫活活打死。
角色原型為X教授。

#### 瑞秋·桑德斯
瑞秋·桑德斯（Rachel Saunders）由布莉·摩根飾演。她是貝卡的妹妹兼屠夫的嫂子。

#### 勞勃·辛格
勞勃·「達柯他鮑伯」·辛格部長（Robert "Dakota Bob"  Singer）由吉姆·畢佛飾演。為美國國防部長。在原作中的名稱為勞勃·「達柯他鮑伯」·薛佛（Robert "Dakota Bob"  Shaefer），為美國總統。在影集中角色名稱出自吉姆·畢佛在《超自然檔案》中飾演的角色勞勃·史蒂芬·「巴比」·辛格。

#### 
由丹·達林-桑科飾演，為一名具有變身能力的超人類。瑪德琳曾利用他的能力勒索參議員。在瑪德琳死後，護國超人強迫他變身為瑪德琳的模樣以尋求慰藉，最後遭到護國超人殺死。
變成女性太久會導致腹痛,而因此解除變身。

#### 首領
首領（Naqib）由克里山·達特(第一季)與薩默·薩林(第二季)飾演。為經護國超人使用化合物V產生的超能恐怖份子之一。隸屬於伊斯蘭聖戰組織，使用超能力殲滅了CIA的一組人馬而使得蘇珊同意沃特的條件將化合物V列入機密並通緝黑袍糾察隊。之後於黑俠的一次行動中遭到黑俠斬首而死。

### 第二季引入角色
賽斯·羅根、克里斯·漢森、瑪麗亞·曼努諾斯、葛瑞·葛蘭伯、南西·奧戴爾、凱蒂·庫瑞克和克里斯多福·倫納茲在劇中出演自己。

#### 馬修·寇伯特／壁虎
馬修·寇伯特／壁虎（Matthew Culbert / Gecko）由大衛·W·湯普森飾演。他是在沃特企業實驗室任職的超人類，能力為重新長回遭到切斷的身體部位，為安妮在基督教活動的舊識。安妮以其收錢供人剁掉身體部位發洩的影片來勒索他提供化合物V的樣本以扳倒沃特。

#### 盲點
盲點（Blindspot）由克里斯·馬克飾演。他是「七巨頭」的新候選成員，雙目失明卻具有超強聽力。但護國超人以他為殘疾人士為由，用拍手聲將其耳膜重創使他當場血流如注。
角色原型為夜魔俠。

#### 亞當·伯克
亞當·伯克（Adam Bourke）由P·J·拜恩飾演。他是沃特影業(Vought Studios)導演，執導《七巨頭曙光》，電影上映後後與艾希莉變成了砲友關係。

#### 潛水王的鰓
潛水王的鰓（The Deep's gills）由派頓·奧斯華配音。

#### 薇樂麗·杭特
薇樂麗·杭特（Valerie Hunter）由棠恩·路易斯飾演。她是1970年代遭到當時仍是自由女的風暴前線攻擊的受害者麥倫·杭特之妹，在事件後簽下了沃特的保密協定。之後對修伊、馬文以及安妮揭曉了風暴前線的真相。

#### 小恐
小恐（Terror）是屠夫的愛犬，犬種為鬥牛犬，會依照屠夫的指令「幹它」與指令目標物性交。

#### 茱蒂·艾金森
茱蒂·艾金森（Judy Atkinson）由芭芭拉·高登飾演。她是屠夫的阿姨，為一名毒販。屠夫將自己的愛犬小恐交由她照顧。

#### 瓦斯·佛利希金／愛之紅腸
瓦西里·「瓦斯」·佛利希金／愛之紅腸（Vasilii "Vas" Vorishikin/ Love Sausage）由安德魯·傑克森（第二季）與德瑞克·強斯（第三季）飾演。為鼠尾草中心的其中一名化合物V受試者，超能力是將自己的陰莖延長。
原作中為一名共產主義者，前俄羅斯警察，俄羅斯超級英雄團隊「光輝五年計畫」（Glorious Five Year Plan）成員，為黑袍糾察隊的盟友。

#### 辛蒂
辛蒂（Cindy）由艾絲·霍德摩瑟(Ess Hödlmoser)飾演。她是鼠尾草中心的一名化合物V受試者，具有強大念動力，在點燈俠誤將其放出牢房後以念動力大開殺戒並放出其他受試者，其行動接著被風暴前線制止，但是她在從昏迷中甦醒後離開鼠尾草中心，成為了唯一一名成功逃亡的受試者。
角色原型為伊萊雯

#### 傑
傑由麥可·艾爾斯飾演。他是法國佬與雪莉的毒蟲好友，五年前他因為藥物過量瀕臨死亡，使得雪莉打電話向法國佬求助，造成法國佬無法跟監點燈俠以及馬洛里的兩個孫子死亡。之後過了數年他因又一次藥物過量而身亡。

#### 丹尼斯
丹尼斯（Dennis）由傑森·格雷-史丹佛飾演。他是開車經過鼠尾草中心附近的男子，安妮為了拯救修伊而攔車求援，但他卻看到布徹的槍而覺得安妮等人是騙徒而對她們舉槍相向，正要開槍殺死布徹時被安妮用超能力擊倒，頭部猛力撞上地板而死。

#### 山姆·布徹
山姆·布徹（Sam Butcher）由約翰·諾伯飾演，他是屠夫疏遠的罹癌父親，餘命僅剩三個月。因其酗酒與家暴行為使得屠夫拋棄家人加入SAS，而屠夫的弟弟藍尼也因受不了家暴而飲彈自殺身亡。

#### 康妮·布徹
康妮·布徹（Connie Butcher）由萊絲莉·尼可飾演，她是屠夫的母親。

### 第三季引入角色
賽斯·羅根以沃特色情直播用戶「射很多先生779」(SirCumsALot779)的身份飾演自己、莎莉·賽隆在劇中劇《七巨頭曙光》出演風暴前線、潔茲·辛克萊在衍生劇《黑袍糾察隊：校隊》飾演的瑪麗·莫羅(Marie Moreau)一角則以照片形式出現。 派頓·奧斯華、喬許·蓋德、蜜拉·庫妮絲、艾希頓·庫奇、伊莉莎白·班克絲 、庫梅爾·南賈尼、愛莎·泰勒與蘿絲·拜恩在Covid-19疫情剛開始時爆紅的《想像》翻唱影片的諧仿影片中飾演自己。

#### 白蟻
白蟻（Termite）由布萊特·傑德斯飾演。他是具有變大縮小能力的超人類，被黑袍糾察隊選為目標，他在鑽入同性愛人的性器官時因為一個噴嚏而意外將其殺死，其後企圖解決目擊的法國佬與紀美子未果，被屠夫用一袋古柯鹼裝起來大力搖晃而藥物過量，被送往沃特的全球福利中心療養。隨後參加英雄高潮，遭到阿兵哥的輻射攻擊波及成為傷者之一，隨後被來到現場的護國超人踩死。

#### 東尼
東尼（Tony）由凱爾·麥克飾演。他是紐曼情緒不穩定的青梅竹馬，兩人一同在紅河孤兒院長大並被注射化合物V，因此獲得了念動力。為了讓紅河的真相公諸於世，他找上紐曼的，但一陣爭執與打鬥後，遭到紐曼爆體身亡。

#### 柔伊·紐曼
柔伊·紐曼（Zoe Neuman）由奧莉薇亞·莫蘭丁飾演。她是紐曼的女兒，為了保護她的安全，紐曼在與護國超人妥協後公開控訴埃德加的罪行，以此換取一管化合物V並注射到柔伊體內，使她獲得能夠從口中釋放長著利齒的四個異形觸手的超能力。

#### 火藥
火藥（Gunpowder）由西恩·派翠克·福納瑞飾演。償還者聯盟成員，為阿兵哥的跟班。屠夫為套出阿兵哥與償還者聯盟的情報而找上他，在一番戰鬥後被屠夫用鐳射眼殺死。
角色原型為酷寒戰士與判官爵德，卡爾·厄本曾飾演後者。在原作中所屬團隊為少年奇士。

#### 蟲人
蟲人（Swatto）由喬爾·拉貝爾飾演。償還者聯盟成員，長著一對具有飛行能力的昆蟲翅膀。在1984年尼加拉瓜任務中，由於他不斷的飛行而使美方位置暴露，蟲人也在飛翔逃亡中被尼加拉瓜軍隊的火箭炮炸死。
角色原型為黃蜂女。在原作中無法說話，只能發出嗡嗡聲，他的前任名號為嗡鳴（Buzzer）。在黑袍糾察隊與償還者聯盟槓上後，他最後被屠夫以一把十字鎬殺死。

#### 心靈風暴
心靈風暴（Mindstorm）由萊恩·布雷克利飾演。償還者聯盟成員，在1984年尼加拉瓜任務中負傷。患有躁鬱症，為了逃避腦袋中的聲音而離群索居，其超能力為將與他視線接觸的人困在過去的惡夢中直到他們餓死。他將屠夫困在過去被家暴的回憶後，被修伊說服放過屠夫，但遭到阿兵哥攻擊，阿兵哥從他那裡得知護國超人是他的親生骨肉後憤而用盾牌將他的頭砸爛。
角色原型為X教授與幻視。在原作中的名號是心靈人造人（Mind Droid），而他的前任名號是機人（Manbot）。心靈人造人以具有念動能力的機器人的人設活動，但他其實是有念能力的人類。他是鋼鐵騎士在性衝動下的第一個受害人，也與猩紅女爵有男女關係。在黑袍糾察隊與償還者聯盟槓上後，他最後被屠夫斬首殺死。

#### 炸藥雙胞胎
炸藥湯米（Tommy TNT）與炸藥泰莎（Tessa TNT）分別由傑克·杜蘭與克莉絲汀·布斯飾演。償還者聯盟成員，在1984年尼加拉瓜任務中負傷。現在為英雄高潮主辦者，湯米與泰莎兩人保持著互相憎恨的關係，而在英雄高潮會場，湯米還在馬桶上裝了針孔攝影機拍攝到場者的肛門。兩人隨後與到達現場的阿兵哥對質，在阿兵哥釋放輻射時，原本想使用超能力反擊但因久未使用超能力而失效，遭到阿兵哥釋放的輻射直接擊中當場蒸發。

#### 藍隼
藍隼（Blue Hawk）由尼克·韋克斯勒飾演，為一名種族歧視，專門針對有色人種巡邏的警察主題英雄。膏鐵俠因故與他對上，而在沃特安排的道歉會議上，藍隼無視現場民眾抗議，情緒失控並朝民眾投擲桌椅，導致包含內森在內的數名民眾傷殘。隨後參加英雄高潮後成為傷者之一，被膏鐵俠找上後遭到對方高速於柏油路上拖行，變得血肉模糊而死，其心臟隨後被移植進入膏鐵俠體內。

#### 葛瑞絲·威廉／銀色戰隊長
葛瑞絲·威廉／銀色戰隊長（Grace Wilhelm / Silver Kincaid）由潔絲敏·胡賽因飾演。她是超級英雄團隊「G戰警」成員，參加選秀節目《美國英雄》競爭七巨頭的席位。她是安妮想要的人選，但是護國超人與艾希莉因為戰隊長的穆斯林身份而否決她的加入，而護國超人則選擇讓潛水王重新加入七巨頭。
角色原型是琴·葛雷、艾瑪·佛斯特。在原作中並非穆斯林，她與其他G戰警成員都是被約翰·高多金(John Godolkin)所綁架、洗腦的兒童，而她在離開G戰警時在大眾眼前使用念動力自殺，七孔流血而亡，使得黑袍糾察隊開始調查G戰警。

#### 月影
月影（Moonshadow）由艾比蓋兒·惠尼飾演。她是一名非裔超級英雄，參加選秀節目《美國英雄》競爭七巨頭的席位。

#### 傳奇
傳奇（The Legend）由保羅·萊瑟飾演。他是電影製作人，也是在瑪德琳之前的沃特國際英雄管理部門資深副總裁。
角色原型是史丹·李，在原作中是漫畫店老闆，也是黑袍糾察隊的盟友與情報來源。

### 《V世代》引入角色

#### 勞勃·威農／科技騎士
勞勃·威農／科技騎士（Robert Vernon / Tek Knight）由德瑞克·威爾森飾演。他是具有超常洞察能力（包含超強視覺、味覺、嗅覺等）的著名超級英雄，現為沃特旗下真實犯罪節目《與科技騎士洞悉真相》的主持人，專門利用自身節目來為沃特掩蓋真相。實際上，他有顆可能致死的腦瘤，並導致了他看到任何一個洞就無法克制的性衝動。出身自奴隸主家族，家產名下有多個監獄，自小嬌生慣養，在父母雙亡後由管家伊萊亞養大。護國超人希望藉由他的監獄來創造對付囚犯的居留營。科技騎士除了看到洞就無法克制的性衝動外，自身也是嚴重的被虐狂，更企圖在修伊身上開洞後性侵他，隨後被感到的安妮與紀美子阻止，銀行帳號也遭到兩人清空。最終，他的管家伊萊亞與跟班萊迪奧終於受不了他的行為，遭到伊萊亞用皮帶勒頸而窒息死亡。
角色原型為蝙蝠俠與鋼鐵人。

### 第四季引入角色
威爾·法洛在劇中劇《訓練膏鐵俠》出演《V世代》角色理查·布林克霍夫。

#### 分裂人
分裂人（Splinter）由羅伯特·派翠克·班奈狄克飾演。他是爆竹女的朋友，兩人經常一起拍攝影片，對於爆竹女友戀愛之情。具有分裂能力，平日的嗜好是與自己的分身發生性行為。因賢者姐妹的命令試圖殺死黑袍糾察隊時，他的本體遭到屠夫用鐵撬貫穿腦門而死，分身們也在不久後同時死亡。

#### 利爪
爪女（Talon）是「七巨頭」候選成員之一，具有能夠伸縮的鋼製指甲，在Instagram上有230萬追蹤者並與科技騎士共演數部電影，身兼網紅與女演員。原先是艾希莉的首要推薦人選，但被潛水王嫌棄她是「奶油臉」，指她身材好看但長相抱歉。
角色原型為貓女與死亡女，在英雄與反派的身份間不停切換，並與科技騎士分分合合。

#### 海柏利昂
海柏利昂（Hyperion）由拉菲亞·伊克巴(Rafia Iqbal)飾演，她是「七巨頭」候選成員之一，模特兒，是「除了護國超人以外最性感的超級英雄」，但被艾希莉嫌棄是「淫蕩破麻」而被跳過。
角色原型為神力女超人

#### 惡犬
惡犬（Dogknott）由查克·麥葛溫飾演，他是「七巨頭」候選成員之一，具有犬科動物的感官，可以嗅出癌症，傳聞他曾吃過一條狗，但潛水王表示實情是他「吃爆了」一條狗（意指與狗發生口交）而被刷掉。
角色原型為野獸，在原作中為少年奇士成員，長得像是人犬混種，遭到黑袍糾察隊痛毆。

#### 牧馬人
牧馬人（Wrangler）由賈斯伯·莫里斯(Jasper Morris)飾演，他是「七巨頭」候選成員之一，是一名出身自德州，種族歧視的超級英雄。
角色原型為約拿·海克斯。

#### 芭芭拉·芬德利博士
芭芭拉·芬德利博士（Dr. Barbara Findley）由南西·萊尼翰飾演。她是隸屬於沃特的科學研究主任，聽令於沃格邦與埃德加兩人對護國超人進行實驗，藉由安排心理學家對年幼的護國超人進行誘導，造就了護國超人亟需愛與認同的渴望。為了報復芭芭拉，護國超人將沃特實驗室與他童年有關的實驗人員全數殺死，並將芭芭拉活生生與研究人員的屍體關在一起並焊死鐵門，任她自生自滅。

#### 派屈克·懷特霍／織網人
派屈克·懷特霍／織網人（Patrick Whitehall / Webweaver）由丹·穆梭飾演。他是具有蜘蛛感官，能夠由臀部的出絲孔射出蛛網的超人類，對海洛因成癮，母乳藉由為他進行海洛因灌腸，得以讓修伊穿上他的服裝，冒充織網人的身份混入科技騎士的派對。織網人最終被護國超人誤認為內奸而遭到護國超人徒手撕成兩半而死。
角色原型為蜘蛛人，其在BDSM中的安全詞是「千黛亞」為對在漫威電影宇宙飾演蜘蛛人的湯姆·霍蘭德在劇中以及現實生活中的女友千黛亞的影射。

#### 伊萊亞
伊萊亞（Elijah）由泰隆·班斯金飾演。他是科技騎士的養父兼管家，因對科技騎士積年累月擦屁股的怨懟一次爆發而勒死科技騎士。
角色原型為阿福·潘尼沃斯。

#### 萊迪奧
萊迪奧（Laddio）由瑞德·米勒飾演。他是科技騎士的跟班兼門徒，但遭到科技騎士套上全套膠衣並塞上口球成為他的性奴隸。當安妮、紀美子前去拯救修伊時，萊迪奧掙脫束縛並協助兩人解鎖科技騎士的銀行帳號，成功逼迫科技騎士吐出護國超人的計畫。
角色原型為羅賓。

## 資料來源
1. ↑  Abdulbaki, Mae. . Inverse. 2020-10-15  [2020-10-15]. （原始内容存档于2021-01-16） （美国英语）.
2. ↑  Andreeva, Nellie. . Deadline Hollywood. 2018-04-05  [2019-01-09]. （原始内容存档于2019-06-26） （美国英语）.
3. ↑  Andreeva, Nellie. . Deadline Hollywood. 2018-03-11  [2019-01-09]. （原始内容存档于2019-06-27） （美国英语）.
4. 1 2 3 4 5  Andreeva, Nellie. . Deadline Hollywood. 2018-01-07  [2019-01-09]. （原始内容存档于2018-01-18） （美国英语）.
5. ↑  Andreeva, Nellie; Petski, Denise. . Deadline Hollywood. 2017-12-08  [2019-01-09]. （原始内容存档于2019-03-27） （美国英语）.
6. ↑  Andreeva, Nellie. . Deadline Hollywood. 2018-03-11  [2019-01-09]. （原始内容存档于2018-08-25） （美国英语）.
7. ↑  Petski, Denise. . Deadline Hollywood. 2018-06-25  [2019-01-09]. （原始内容存档于2019-06-27） （美国英语）.
8. ↑  Petski, Denise. . Deadline Hollywood. 2018-03-21  [2019-01-09]. （原始内容存档于2018-08-13） （美国英语）.
9. ↑  Andreeva, Nellie. . Deadline Hollywood. 2018-05-16  [2019-01-09]. （原始内容存档于2018-08-26） （美国英语）.
10. ↑  Petski, Denise. . Deadline Hollywood. 2019-07-19  [2019-07-19]. （原始内容存档于2019-07-19） （美国英语）.
11. 1 2  Petski, Denise. . Deadline Hollywood. 2019-09-05  [2019-09-05]. （原始内容存档于2021-03-17） （美国英语）.
12. ↑  Patten, Dominic. . Deadline Hollywood. 2018-10-05  [2019-01-09]. （原始内容存档于2018-12-21） （美国英语）.
13. ↑  Petski, Denise. . Deadline Hollywood. 2018-08-30  [2019-01-09]. （原始内容存档于2019-02-27） （美国英语）.